# 菅直人
菅 直人（かん なおと、1946年〈昭和21年〉10月10日 - ）は、日本の政治家・弁理士（登録番号：07558）。勲等は桐花大綬章。
衆議院議員（14期）、厚生大臣（第79代）、副総理（鳩山由紀夫内閣）、財務大臣（第13代）、国家戦略担当大臣、内閣府特命担当大臣（科学技術政策、経済財政政策）、内閣総理大臣（第94代）、旧民主党代表、民主党代表（初・第3・8代）、民主党政策調査会長、民主党幹事長、民主党代表代行、旧立憲民主党最高顧問、立憲民主党最高顧問を歴任した。中選挙区制時代の選挙区は、旧東京7区。小選挙区比例代表並立制導入後は東京18区及び比例東京ブロック。

## 来歴

### 幼少期
1946年10月10日、岡山県出身の父・菅寿雄の勤務先である山口県宇部市に長男として生まれる。父・寿雄は宇部曹達（のちのセントラル硝子）に勤める技術者（後に常務）だった。母は純子で姉が一人いる。
宇部市立神原小学校を経て1959年3月に宇部市立琴芝小学校卒業。1962年3月、宇部市立神原中学校卒業。同年4月山口県立宇部高等学校へ進学。少年時代は、勉強はできるが運動神経は鈍かった。幕末の志士・高杉晋作に憧れていた。このころは父と同じ東京工業大学（現・東京科学大学）に進み、サラリーマン技術者になろうと考えていた。 1963年、高校2年生の夏、父の転勤に伴い菅一家は東京都三鷹市に引っ越し、東京都立小山台高等学校2年に編入。父は再度の転勤で三重県に引っ越すが、菅は姉と東京に残る。その後、津田塾大学に入学していた従姉の伸子が菅家で下宿を始める。1965年3月、小山台高校を卒業。

### 学生運動から市民運動へ
1965年4月、東京工業大学理学部に入学、1年後に応用物理学科へ進学。在学中は学生運動にのめり込んだ。東工大の同級生によれば、大学の自治会に入り込んでいた中核派に対して菅は「イデオロギーでは何もかわらない。現実的な対応をしなければ」と批判し、15人ほどの組織「全学改革推進会議」を立ち上げて極左系とは違う学生運動を行った。この全学改革推進会議は先鋭化していく全共闘や共産党の支配下にある民青とも異なり、大学寄りの体制側グループでもない第4のグループであった。この集団は200人ほどの組織になった。
大学紛争の影響で卒業研究ができなかったため、紛争が収まった後できちんとやりたいという自身の意向により、1年留年。1970年3月、東京工業大学理学部応用物理学科を卒業。この年、弁理士試験を受験するが不合格。結婚については菅伸子を参照。
小田島特許事務所に就職。1971年、弁理士試験に合格。弁理士を志望したのは、同じ東工大出身の技術者であった父から会社組織内での技術者の不遇を聞かされており、本屋で見つけた弁理士の本で関心を持ち、有名企業に就職しても、自分の将来や先がわかるなどの理由からだった。
また、「社会運動に関わりたい、そのためにはあまり拘束されず自営できる道を確保したいというのが最大の理由だった。1974年に独立して「菅特許事務所」を開設する。その後弁護士となっていた大学の後輩と共に菅・高橋特許法律事務所を設立した。

#### 市川房枝立候補運動
1971年、東京の地価高騰に疑問を抱き、一橋大生の協力を得て土地問題のシンポジウムを開催。1972年の春に「宅地並み課税推進討論集会」を開催し、市川房枝、青島幸男、青木茂、都留重人を招く。「よりよい住まいを求める市民の会」と「恐怖の化学物質を追放するグループ」を結成し、市民運動を展開。
1973年、市川や青木が代表幹事を務める「理想選挙推進市民の会」から誘われて東京都議会議員選挙を手伝い、その後菅らのグループは市民運動の成果を政治に反映させたいと考え、1971年の参議院選挙で落選し引退を宣言していた市川に1974年の参院選全国区への立候補を依頼。市川は度重なる要請にも応じなかったが、菅らは「市川房枝を勝手に推薦する会」を結成。根負けした市川が立候補を決めたことを受けてグループは「市川房枝さんを推薦する会」を結成した。菅は選挙事務長を務めた。20日間余りの選挙運動で人員の手配や事務管理などを切り盛りした菅は「庶務課長」と呼ばれ、市川は2位当選した。市川が1981年に死去した際、菅は「政治家としての発言力、信頼性は恐らくナンバーワンで、なにより存在そのものに意味がありました」「私は何ものにも替えがたい貴重な薫陶を受けたと感謝しています」といった言葉を寄せている。

### 政界へ

#### 無所属立候補
市川の支援団体「あきらめないで参加民主主義をめざす市民の会」の支持を得て、1976年の第34回衆議院議員総選挙に旧東京7区から無所属で立候補するも次点で落選。

#### 社会市民連合・社会民主連合
1977年、江田三郎の要請を受けて社会市民連合に参加した が、市川房枝から反対され「参加民主主義をめざす市民の会」から退会した。社会市民連合では江田とともに代表に就任。同年7月の第11回参院選に東京都選挙区から出馬したが落選。
翌1978年、田英夫らが合流した社市連は社会民主連合となり、菅は副代表に就任。1978年度版の平凡社百科年鑑に市民運動家として掲載された。
1979年10月7日に行われた第35回衆院選に旧東京7区から社民連公認で立候補するも、次々点で落選した。この頃は経済的に苦しく、弁理士業務の傍ら補習塾を開いていた。
衆参同日選挙となった1980年6月22日の第36回衆院選では、前回を9万近く上回る票を獲得して1位で初当選。当時の朝日新聞社の石川真澄記者は、自宅が菅の選挙区の近くだったこともあり、裏方の手伝いをし、当選後も自宅に菅が来ることがあった。些細な雑談の折に、石川記者は「甘いマスクで上手に隠しているが、頭のいい勉強家」であると感じている。マスコミは「政治家の秘書や二世、官僚ではなく、労組や宗教団体の支援も持たない、いわば『顔のない男』が激戦区を勝ち抜いた」「市民選挙の有効性を実証」と書き立てた。土地問題や税制などを中心に、政府を鋭く追及する市民派の論客として知られるようになっていった。1981年には丸山ワクチンの不認可問題を追及し、後の薬害エイズ事件に繋がる官僚との対立姿勢を見せた。
1983年12月18日、第37回衆議院議員総選挙で当選（2期目）。 1985年、社会民主連合副書記長兼政策委員長に就任。 1986年7月6日、第38回衆議院議員総選挙で当選（3期目）。この総選挙で社会民主連合は4議席を獲得したが、選挙直後に2人ずつ日本社会党会派と民社党会派に分かれて所属することになり（その結果民社党会派が日本共産党会派を数で上回り、議会内ポストを共産党会派に渡すことを阻止した）、菅は社会党会派に属した。この形式は、1990年の総選挙まで続いた。1990年2月18日、第39回衆議院議員総選挙で当選（4期目）。
1992年6月13日、PKO国会において、衆議院本会議で中西啓介議院運営委員長の解任決議案に賛成の討論を行ったが、制限時間を超過し、村山喜一副議長の発言中止命令を無視して演説を続け、衛視に壇上から押し出されて降壇させられるなどPKO協力法成立の際に激しく抵抗した。

### 非自民連立政権から自・社・さ政権へ
1993年7月18日、第40回衆議院議員総選挙で当選（5期目）。同選挙後、社会党との統一会派を単独で離脱し社民連党籍のまま新党さきがけと日本新党による統一会派「さきがけ日本新党」の結成に参加。同年に成立した細川非自民連立政権では、衆議院外務委員長に就任した。
1994年1月、社民連は将来的な日本新党への合流を見込んで「さきがけ日本新党」に加入したが、菅は親さきがけであったことからこれ機に新党さきがけに入党した。
村山自社さ連立政権では、新党さきがけ政策調査会長として政策調整に当たった。当時の自民党政調会長の加藤紘一とは「KKライン」と呼ばれ、この時代に「住専処理スキーム」が決定。また、さきがけ東京代表として1995年統一地方選挙や第17回参議院議員通常選挙で党勢拡大に尽力。

### 厚生大臣として初入閣
1996年1月、第1次橋本内閣で厚生大臣（第79代）として初入閣。薬害エイズ事件や病原性大腸菌集団感染問題やらい予防法の廃止に対応した。

#### 薬害エイズ事件
1995年（平成7年）秋、エイズ訴訟問題の集会で妻の伸子が川田龍平と会ったことがきっかけでこの問題に関わるようになる。新党さきがけは党を挙げて取り組む方針を決め、菅は自民・社会両党にプロジェクトチーム作りを提案するが拒否される。翌1996年1月の橋本内閣発足にあたり、自民党は自社さ連立政権の政策合意文として「薬害問題を教訓として再発防止に努める」を提案するが、菅は「教訓といったらもう終わってしまったことのようではないか」と反発、「責任問題を含めて真相究明に努める」と改められた。また橋本龍太郎総理大臣が行う施政方針演説に盛り込まれていた自民党案も合意文に改めさせた。前政権の大蔵大臣に代わる重要ポストとしてさきがけが厚生大臣に送り込んだ菅は、住専問題処理の難航で第136回国会後の衆議院解散もあり得ると考え、3カ月でできることとしてエイズ訴訟の和解と公的介護保険導入の2つに絞った。
1996年（平成8年）1月23日、菅は11人の専従スタッフによる薬害拡大の原因解明調査班を設置。26日、それまで厚生省が見つからないと繰り返し主張していた薬害エイズに関する資料について、1983年（昭和58年）当時のエイズ研究班によるメモが、厚生省3階にある薬務局審査課の書庫で発見され、通称「郡司ファイル」と命名される。ファイルの内容は非加熱製剤の危険性を十分認識しているものとした。2月9日に報告を受けた菅は、同日夜の緊急記者会見で発表。発見から2週間かかったことについて「厚生省は建物が大きいので、担当者から大臣のところまでたどり着くのに2週間かかったようだ」とコメントした。この会見により厚生省と安部英医師を薬害エイズを作り出した元凶として一方的に断罪するマスコミ報道が繰り返し続けられた。この発見について飯島勲は、内部資料の捜索は前任の森井忠良が始めたものであり、菅は森井と官僚たちの手柄を横取りしたと主張している。一方菅は「資料がわずか3日で見つかるのはおかしい」との質問に「調査班を設置して本格的に調査を始めた。そして見つかった」と答えている。
また、テリー伊藤と対談した当時の大蔵省官僚（匿名）は当時の菅の指示について、「あいつ（菅）は本当に頭がいいなあとわれわれが驚いたのは、それを小さい単位にしたことですよ。小さく分けた。しかも縦に分けた。（中略）どういう分け方かというと、単に班をつくったわけじゃなくて、この部屋のこのロッカーはこの3人、このロッカーはあんただけ、というふうに細かく縦に分けたんです。それを全部自分で割り振った。それを表にして突きつけた。文句いいようがなかった。ロッカーが自分だけの責任になったら、それは探しますよ。（後略）」と述べている。
2月16日、菅は厚生省で原告や弁護団を前に「菅も官僚も謝る」「謝ってすむ問題ではありませんが、本当に心から、心からお詫びいたします」と謝罪し、頭を下げた。またある女性が持ってきた、息子の骨壷に跪いて手を合わせ、この光景にすすり泣きの声とともに拍手が沸いた。菅が厚生大臣として厚生省の責任を認めたことで、真相究明を求める世論が高まった。
菅によるこの事件の処理について、彼の対談の際、カレル・ヴァン・ウォルフレンらは、日本に初めて官僚の説明責任という概念を持ち込み、『アカウンタビリティ』という言葉を定着させたと述べている。2月21日に厚生省が公開した薬務局生物製剤課の資料では、1983年（昭和58年）7月4日に、危険な非加熱製剤の取り扱い中止と安全な加熱製剤の輸入を奨励しているのに対し、7月11日の資料は正反対の内容となっていた。この方針転換について、荒賀泰太薬務局長は課の方針ではないとしたが、菅は衆議院厚生委員会で「転換理由を判断できる資料はなく不可解」と答弁した。

#### O157とカイワレ問題
1996年8月のO157騒動の時には「大阪府内の業者が出荷したカイワレ大根が原因となった可能性は否定できない」と発表。その直後からカイワレ大根への風評被害が発生し、その結果倒産・破産するカイワレ農家や業者（その大半が自営業者や零細企業であった）が続出、自殺者まで出る事態となった。しかし、その後の立入検査において施設、従業員および周辺環境からO157は検出されなかった ため、菅は記者会見で自らカイワレサラダを食べることで安全性をアピールし、沈静化を図った。一方で「O157以外の通常自然界に存在するはずの細菌も一切検出されなかったのだから、事件後消毒されたことは明白で証拠隠滅が図られた」などと主張した。
その後、東京と大阪で風評被害を受けたカイワレ大根生産業者らが起こした国家賠償を求める民事裁判では、2002年には大阪地裁が判決文で「当時のO-157感染症の発生状況に照らし、これから更なる調査を重ねなければならない状況下において、かかる過渡的な情報で、かつ、それが公表されることによって対象者の利益を著しく害するおそれのある情報を、それによって被害を受けるおそれのある者に対する十分な手続的保障もないまま、厚生大臣が記者会見まで行って積極的に公表する緊急性、必要性は全く認められなかったといわざるを得ない」として、「中間報告の公表は、相当性を欠くものと認定せざるを得ない」と厚生大臣だった菅および厚生労働省公表方法の過失と風評被害を認定した。この大阪地裁での判決について、菅は、ホームページ上で「十分な科学的根拠がない」と判決が認定した疫学調査は、集団食中毒などでは極めて有効な調査方法であるとして「裁判官の判断は疑問」と反論した。しかし2004年にも大阪高裁の判決では、厚生省の公表によって「被控訴人が被る打撃や不利益に思いを至せば、その時点では、公表すべき緊急性、必要性があったものということはできない」「公表方法の選択が政策的判断であるという見地に立つとしても、その判断には逸脱があり違法である」と当時の菅大臣および厚生省の過失を認定し、国側が敗訴した。
ほか、1996年8月、シュレッダーダストの大量不法投棄で問題になった香川県豊島（てしま）へ、厚生大臣として初めて現地視察に入った。
- 菅の厚生大臣在任中に基礎年金番号制度の導入が閣議決定された（導入されたのは小泉純一郎が厚生大臣だった1997年1月）。そのため、2007年に自民党から年金記録問題（「消えた年金記録」問題）についての責任を問う主張があった。これに対して菅は、問題の原因は基礎年金番号の導入ではなく年金記録の名寄せ作業がしっかりできていなかったためであるとして「言いがかり以外の何ものでもない」と反論した。

### 民主党結党・初代民主党代表
1996年9月28日、新党さきがけの鳩山由紀夫が旧民主党を旗揚げすると、これに菅も参加。菅は鳩山と共に共同代表となり、旧民主党が結党された。結党当初は衆議院議員が50人、参議院議員が5人の計55人が参加した。同年10月20日、初の小選挙区比例代表並立制での選挙となる第41回衆議院議員総選挙において、東京18区から立候補し当選。（6期目）
1998年4月27日に新進党分党後に誕生した統一会派「民主友愛太陽国民連合（民友連）」と合流し新民主党を結成し、党代表となる。合流当初は衆議院議員98人、参議院議員38人の136人が参加した。
1998年7月12日の第18回参院選で橋本内閣の経済失政を鋭く批判し、27議席を獲得する。参議院は自民党が過半数割れとなり、当時総理大臣だった橋本龍太郎は敗北の責任を取り、総辞職した。内閣総理大臣指名選挙では、自由党と日本共産党は第一回投票から菅に投票し決選投票では公明・改革クラブ・社民党・さきがけの支持もあり参議院では首相に指名されたが、衆議院の優越により衆議院の議決で指名された小渕恵三が首相となった。
1999年（平成11年）に2回行われた民主党代表選挙で、1月の代表選では再選するが松沢成文と拮抗し、9月の代表選では鳩山由紀夫に敗北した。この直後、党政策調査会長に就任した。

### 2度目の代表就任
2000年（平成12年）に党幹事長に就任。同年6月25日、第42回衆議院議員総選挙で当選（7期目）。2002年（平成14年）12月に鳩山由紀夫が代表を辞任すると、岡田克也幹事長代理を代表選で破り、再び党代表に就任。次の内閣の総理大臣にもあわせて就任した（社民連時代は社会党シャドーキャビネットに入閣しなかった）。政治家の年金未納問題により辞任に追い込まれる2004年5月10日まで務めた。

#### 民由合併・マニフェストの導入
2003年9月26日に小沢一郎が党首を務める自由党との合同を実現した（民由合併）。
同年11月9日の第43回衆院選では「高速道路の原則無料化」、「小学校低学年の30人以下の学級実現」などをマニフェスト（政策綱領）に掲げ、公示前勢力を大幅に上回る177議席を獲得し、比例代表では自民党を上回った。菅代表は衆院選を迎えるに当たり、時の小泉首相に対し、自民党はマニフェストを国民の前に提示するかどうかを迫り、期限や事後チェック付きの政権公約としてのマニフェストと従来の公約との違いを自民党にも明確化するよう迫った。実際に2003年衆院選が行われることになると、小泉自民党を含む主要政党のほとんどがマニフェストを掲げて選挙戦を戦うこととなり、結果として菅および民主党が日本におけるマニフェスト選挙の定着に大きな役割を果たすこととなる。菅個人は、この2003年衆院選において初めて小選挙区のみで出馬し、比例上位優遇で国替えしてきた鳩山邦夫を破った。

#### 年金未納の発覚と党代表辞任
小泉内閣の閣僚3人の国民年金未納が相次いで発覚した際、菅は街頭演説で「ふざけてますよね。“未納三兄弟”っていうんですよ」と自民党議員を批判し、年金未納問題に火を付けた（“未納三兄弟”は、1999年に発売された歌『だんご3兄弟』にちなむ）。年金未納閣僚はその後も続々と発覚した。これをチャンスと捉えて民主党次の内閣全員の国民年金納付書を公開して国民にアピールしようとしたところ、菅自身の厚生大臣時代の年金未払い記録が明らかとなった。菅は行政側のミスであると何度も主張したが、行政側がその都度強く否定し、マスコミ報道などによる世論により、2004年5月10日に党代表を辞任。しかし辞任後、社会保険庁側から間違いを認めて国民年金脱退手続きを取り消したこと、同期間に国民年金の加入者であったことを証明する書面が送付された。菅が主張したとおり、国民年金の資格喪失は「行政上のミス」によるものであるにも拘らず、事後納付もできないため、未納は解消されなかった（未納期間2ヶ月）。政治評論家の岩見隆夫からは「菅氏の国民年金未加入問題は、本人の申し立て通り『行政上のミス』であった。当時、菅は辞めたほうがいいと書いたことは誤り、お詫びします」としつつ「自身の無年金のおかしさに気付き、対応しなかったのは、政治家としてうかつであった」といった指摘もなされた。

#### 民主党代表辞任後
2004年7月、菅は自己を見つめ直したいという意図から「お遍路さん」スタイルで四国八十八カ所巡りを開始した。これは都合7回に分け、2013年9月に結願した。
2005年4月、法政大学大学院の客員教授に就任、「国民主権論」と題して講義を行う（2005年10月まで）。
2005年（平成17年）9月11日の第44回衆院選（小泉首相の解散による郵政選挙）では、長年の宿敵と言われた土屋正忠武蔵野市長（当時）が自民党公認で立候補し、事実上の一騎討ちとなった。郵政民営化・刺客選挙を展開して時流に乗る自民党に対し、民主党は党全体が大逆風を受けていたが、菅は勝利し（9期目）東京の小選挙区では唯一の当選者となる（土屋は比例復活）。
同年9月17日民主党敗北を受けて党代表を辞任した岡田克也の後任を決める党代表選挙に立候補し、小沢一郎からも本命視されていたものの、投票直前の演説で若き日からの辛酸と情熱を巧みに訴えた若手の代表格、前原誠司に2票差で敗れた。その後、党国会対策委員長就任を要請されたが固辞し、一兵卒として前原民主党を支えると表明した。党代表戦に敗れた後は、団塊の世代を取り込むための「団塊党」なる運動や、バイオマスの活用を盛んに提唱し始めた。

### トロイカ体制時代
2006年4月7日、「堀江メール問題」により前原執行部は総退陣した。その後行われた代表選挙に再度立候補し、小沢一郎と激しく争うも47票差で敗れた。その後、党代表代行に就任。代表に就任した小沢一郎、幹事長の鳩山由紀夫と菅の3人による挙党一致体制はトロイカ体制と呼ばれ、2009年に起きた政権交代の原動力となった。菅は党代表代行として国会論戦について主に担当し、国会での代表質問、テレビ出演などを積極的にこなした。

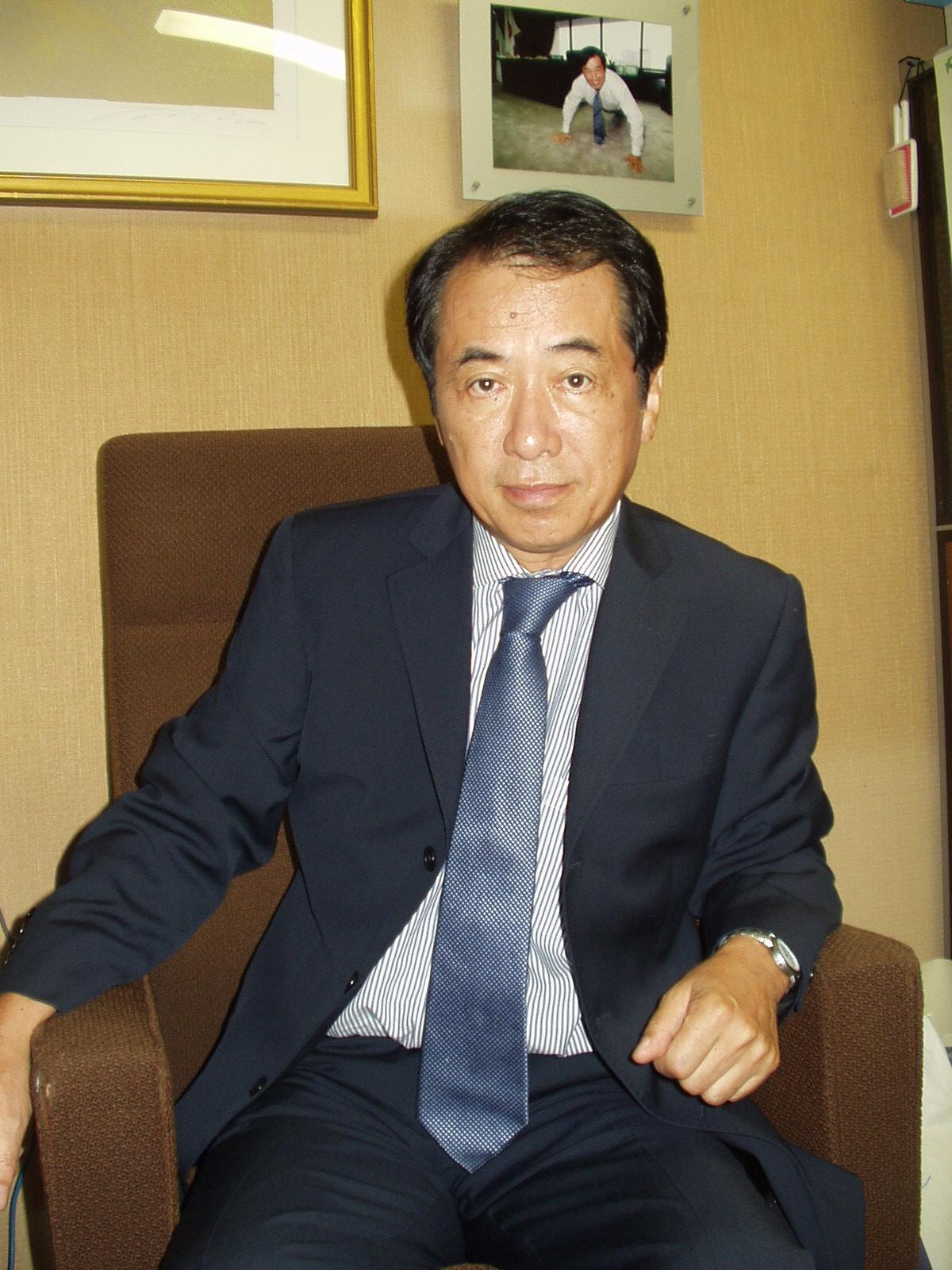
2007年撮影

2007年東京都知事選挙
2007年4月の東京都知事選挙への出馬待望論が民主党内で沸き起こった。背景には、民主党が都議会で与党だったにも拘らず、独自候補の擁立を図る小沢執行部の方針と人選がなかなか決まらないという事情があり、党中央の要職にある菅本人が出馬の可能性を否定し続ける中、石原慎太郎東京都知事に対抗できる目玉候補として朝日新聞などにも立候補を促された。しかし「国政に携わり政権交代を実現する」ため「太陽が西から出ても、出ることはない」と固辞を貫いた。その一方で、浅野史郎前宮城県知事など党内外の知名度の高い人物に出馬を打診したとされるが、ことごとく失敗した。この問題では、菅直人と親交関係にある五十嵐敬喜法政大学教授や当時・菅グループのメンバーで民主党都連会長円より子らが立ち上げた市民団体「浅野史郎さんのハートに火をつける会」（現都民のハートに火をつける会）などの説得に応える形で浅野が立候補を決意したことで、民主党は独自候補の擁立を見送って社民党などとともに支援に回ることとなったが、浅野があまり都政に精通していなかったことや、決断が遅く立候補の表明が遅れたこと、さらに日本共産党が擁立した吉田万三前足立区長との一本化に失敗したことなどが響き、浅野は都知事選で惨敗した。
ガソリン国会
2008年2月、民主党道路特定財源・暫定税率問題対策本部長として、小沢代表のもとでガソリン国会の陣頭指揮を取り、国会論戦、テレビ出演、地方視察を行った。この中で自民党の二階俊博、古賀誠などを、道路族幹部として激しく批判した。
YKKK
このころ、自民党の山崎拓、加藤紘一、国民新党の亀井静香としばしば意見交換を交わすなど連携を深め4人の頭文字から「YKKK」と称された。山崎は2008年12月14日に4人そろって出演したテレビ朝日系の番組サンデープロジェクトで「この4人が政界再編の一つの軸となり得る」と語った。
2009年5月に小沢一郎が西松建設事件に関連して自身の公設秘書が逮捕された件で党代表を辞任すると、後任の代表となった鳩山由紀夫により、菅は引き続き党代表代行に再任。小沢も代表代行に就任しトロイカ体制は継続された。

### 鳩山由紀夫内閣

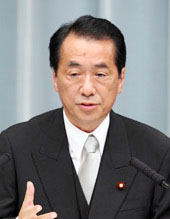
2009年9月16日、副総理就任に際して会見

2009年8月30日、第45回衆議院議員総選挙で当選（10期目）。2009年9月16日、鳩山由紀夫内閣発足により、副総理として入閣。あわせて内閣府特命担当大臣（経済財政政策・科学技術政策）および「税財政の骨格や経済運営の基本方針等について企画立案及び行政各部の所管する事務の調整」（いわゆる国家戦略担当大臣）に就任した。しかし、その後国家戦略相として予算編成の「司令塔」を期待されながら、その役割を果たせていないと鳩山首相から評された。政府の新成長戦略策定の主導を果たしたが、予算編成には間に合わずに出遅れ感を際立たせることにもなった。
2010年1月7日、財務大臣の藤井裕久の辞任に伴い、副総理、経済財政政策担当相と兼務する形で、後任の財務大臣に横滑りとなる形で就任した。国家戦略担当大臣および科学技術政策担当大臣は退任し、国家戦略担当相は行政刷新担当相の仙谷由人が、科学技術政策担当相は文部科学大臣の川端達夫がそれぞれ兼務し引き継いだ。財務大臣就任以後も、脱官僚をアピールするために、財務省の大臣室ではなく引き続き官邸内の副総理室にとどまり、財務官僚が官邸に通う形にした。
一方で、国会質疑の場で乗数効果、消費性向などについての質問を受けると答に窮し、質疑を止めて官僚を呼ぶ など財政政策に対する理解の浅さを指摘された場面もあった。
2010年3月19日、民主党東京都連会長辞任（民主党東京都連通常総会開催まで海江田万里衆議院議員が民主党東京都連会長職務代行に就任）。
鳩山内閣の支持率が低下する中、菅は各種世論調査で「次期首相にふさわしい人物」の上位に位置する などポスト鳩山の有力候補の一人と目された。

### 内閣総理大臣就任

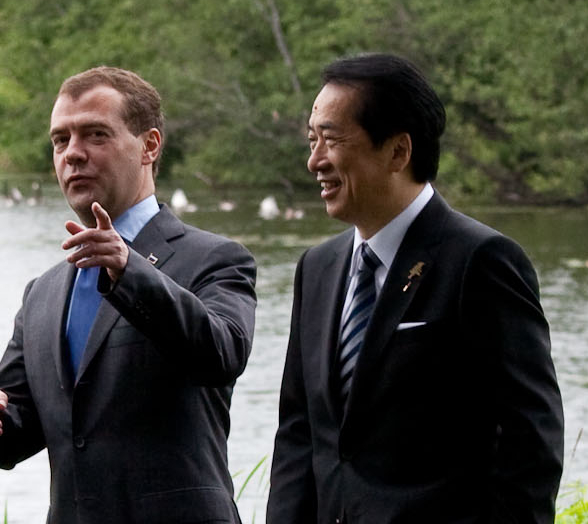
2010年6月25日、第36回主要8か国首脳会議にてドミートリー・メドヴェージェフと

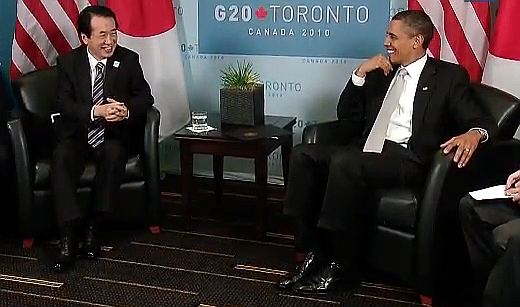
2010年6月27日、日米首脳会談後の記者会見にてアメリカ合衆国大統領バラク・オバマ（右）と

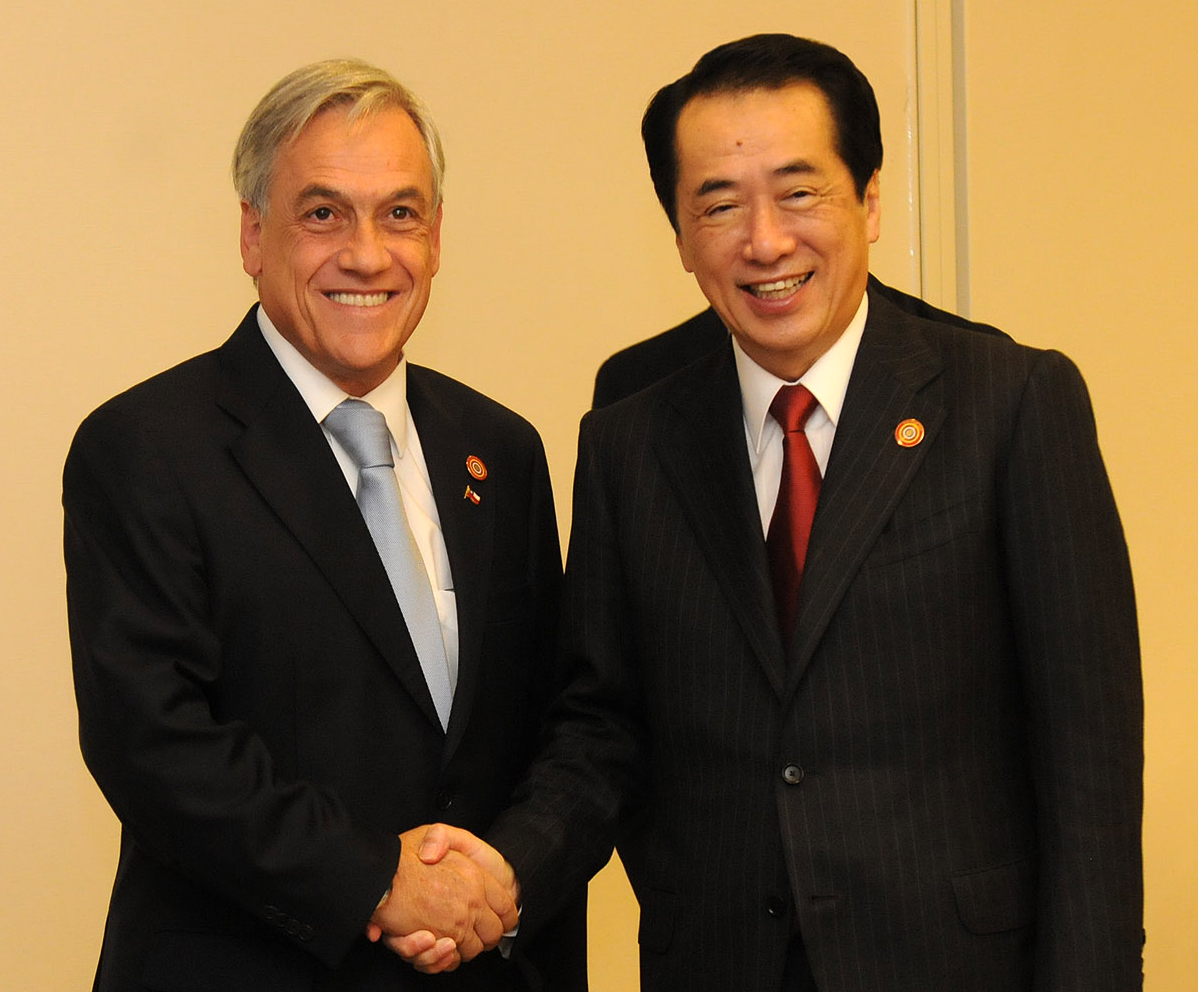
2010年11月14日、チリ共和国大統領セバスティアン・ピニェラ（左）と

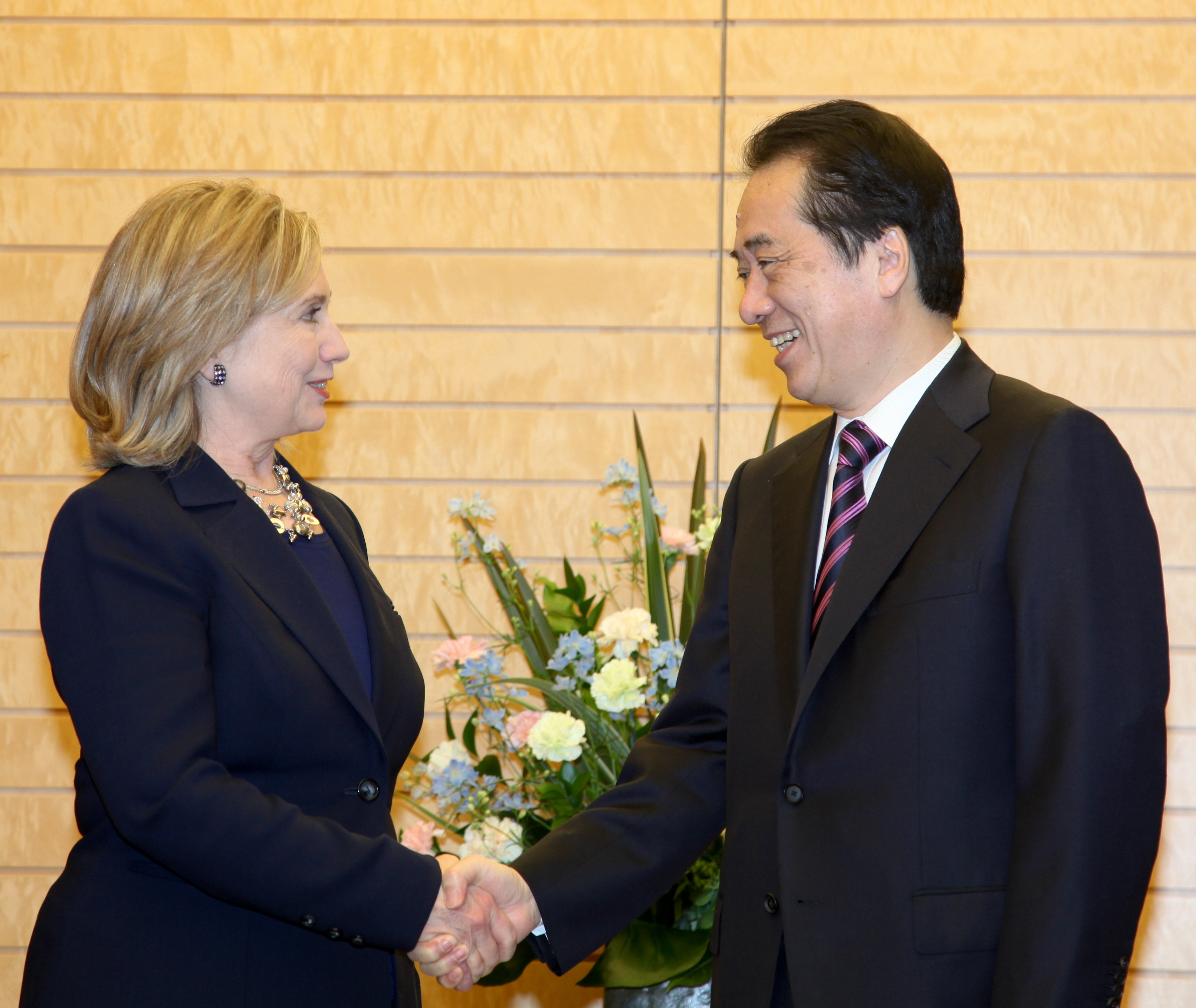
2011年4月17日、アメリカ合衆国国務長官ヒラリー・クリントン（左）と

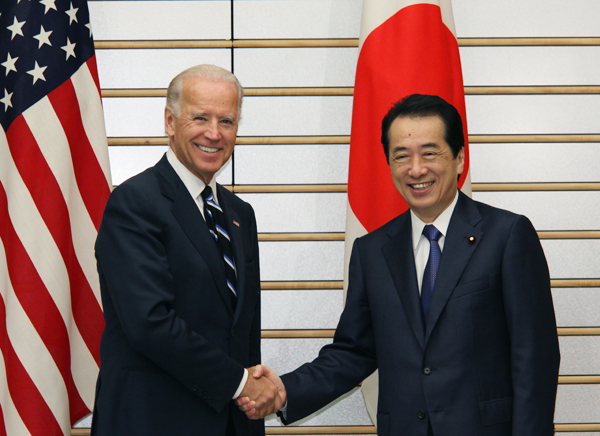
2011年8月23日、アメリカ合衆国副大統領ジョー・バイデン（左）と

2010年（平成22年）6月2日の鳩山総理の退陣表明を受け、民主党代表選挙への出馬を表明。6月4日、民主党代表選挙に勝利し、同日の首班指名選挙によって第94代内閣総理大臣に指名され、6月8日に天皇によって正式に内閣総理大臣に任命された。6月8日の首相官邸での記者会見の際には、「政治の役割は国民・世界の人が不幸になる要素をいかに少なくする『最小不幸社会』を作る事だ」と述べた。

#### 小沢グループとの党内対立
鳩山の後任を決める2010年6月の民主党代表選挙において菅が出馬表明すると小沢一郎の党運営に不満を持っていた枝野幸男、仙谷由人らが菅支持に回った。小沢グループは菅の対抗馬として樽床伸二を擁立した。菅は樽床に勝利し、反小沢の急先鋒ともいわれた枝野、仙谷をそれぞれ党幹事長、官房長官に起用、小沢の意向により廃止された政策調査会を復活させた。また小沢、鳩山代表時代に作成されたマニフェストの一部修正にも取りかかった。こうして政権交代の原動力とも言われたトロイカ体制は崩壊し、メディアから"脱小沢"と称される路線に傾いていくこととなる。こうした動きを世論はおおむね評価し、内閣発足直後の内閣支持率は約60%という高水準だった。
しかし、就任してまもなく自由民主党の案を参考にして消費税増税（およびそれを財源にした法人税減税）を含む税制改革を打ち出したため、中小企業や自営業者を切り捨てるものであるとの批判を浴び、発言が二転三転した。この影響もあってか、7月11日投開票の第22回参議院議員通常選挙で、民主党の獲得議席は現有の54議席を大きく下回る44議席にとどまった。この結果、参議院で過半数を失うねじれ状態となり、菅の党内における求心力は低下した。9月の党代表選に向け、菅は再選に意欲をみせるが、小沢に近い議員グループを中心に党執行部の参院選敗退の責任を問う声が強まり、小沢擁立の動きも加速した。
こうした中、党の分裂を懸念した前首相の鳩山由紀夫が仲介に乗り出す。鳩山は菅に小沢の出馬見送りと引き換えに枝野幹事長、仙谷官房長官の更迭や小沢の要職での起用、トロイカ体制に輿石参院会長を加えた「トロイカ+1」体制の構築などを菅に要請し、告示直前まで調整が行われたが、菅は密室談合を懸念し両者折り合わず、最後に菅-小沢会談が行われたが、結局物別れに終わった。鳩山はこれまでの菅続投支持から一転、小沢支持を表明。これを受け小沢は告示日である9月1日に出馬表明し、代表選での菅との直接対決に突入した。この代表選において菅は金銭問題が取りざたされる小沢を意識し、クリーンでオープンな党運営や雇用政策の重視を主張し、一方の小沢は衆議院総選挙での2009マニフェストの順守、地方への紐付き補助金の一括廃止、早期の消費税率アップの反対など主張した。
小沢の出馬表明当初は党内最大グループを率い、鳩山グループの支持を取り付けた小沢が国会議員票では優勢との見方もあった が、菅は世論調査で小沢を上回る支持を得たことを背景に攻勢を強め、9月14日に国会議員による投開票が行われた結果、小沢を下し再選を果たした。
9月17日、菅改造内閣発足。内閣改造人事では、仙谷官房長官は留任、枝野の後任の幹事長に外相の岡田克也、岡田の後任の外相に前原誠司を充てるなど非小沢系が要職に起用され、「脱小沢」を強化した が、副大臣・政務官人事では小沢グループからも多数起用し、党内融和に一定の配慮を示したとも見られている。
この代表選で再選したことにより内閣支持率は回復するが、代表選期間中に発生した尖閣諸島中国漁船衝突事件への対応が迷走したことなどにより支持率は再び低下に転じた。前原誠司元外相によれば、民主党政権は処分保留による船長釈放を「検察独自の判断」と強調し、政治的判断による釈放を否定してきたが、実際は当時首相だった菅直人が、アジア太平洋経済協力会議首脳会議があるとして「胡錦濤が来なくなる」「オレがAPECの議長だ。言う通りにしろ」と迫り、逮捕した中国人船長の釈放を指示したという。その後、2024年10月8日に菅は次期衆院選への不出馬を表明する記者会見で中国人船長の釈放を自ら指示したかを問われ、経緯に関する細かい記憶は薄れていると断りつつ、「首相だから、私が指示したといわれるのは当然だ」と自身が船長の釈放を命じたことを認めた。その上で、「あの段階の判断として（日中関係を）こじらせるよりも、ある程度の理解の中で対応したつもりだ」と説明した。
また衆院北海道第5区補選（2010年日本の補欠選挙）や、大型地方選（福岡市長選挙、和歌山県知事選挙、茨城県議会議員選挙）で連敗。統一地方選を翌年春に控えた民主党内の不満が高まっていった。こうした中、2011年1月14日、菅は内閣改造を行い、菅第2次改造内閣が発足。しかし、政権の低迷は続き、3月6日、前原誠司が外国籍の人物から違法献金を受けていた件で外務大臣を辞職した直後の2011年3月11日、菅自身にも外国人献金問題（後述）が持ち上がった。

#### 諫早湾干拓事業問題
2010年12月15日には諫早湾干拓事業に関する緊急記者会見をして堤防の5年間の開門を命じた福岡高裁の判決について、自身の知見を理由に上告しないことを表明し、政府に開門を求める判決を確定させた。

#### 東日本大震災・福島第一原子力発電所事故

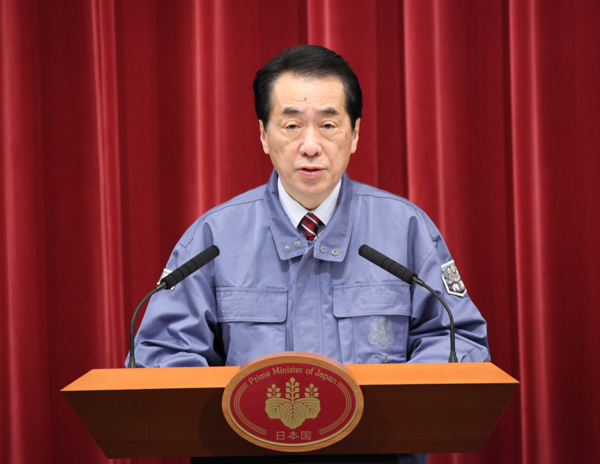
2011年3月11日17時、東北地方太平洋沖地震発生を受けて記者会見する

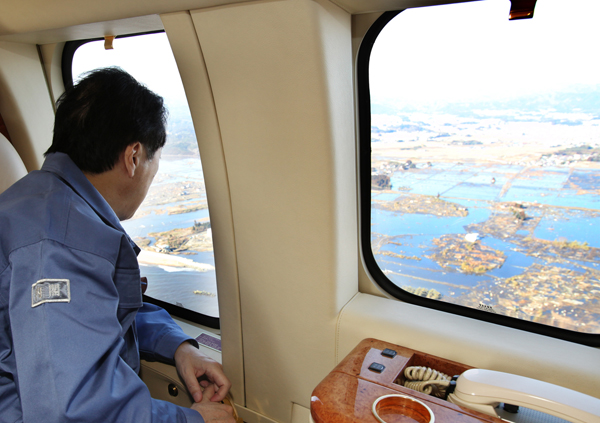
2011年3月12日、被災地を上空から視察

2011年（平成23年）3月11日14時46分に東北地方太平洋沖地震が発生。東日本大震災およびそれに付随する形で福島第一原子力発電所事故が発生すると、地震・原子力災害の対策に政府・与野党が集中し、菅内閣への退陣運動は一時的に中断し、菅は内閣総理大臣として災害対策に当たった。震災翌日の3月12日に自ら自衛隊のヘリで津波により破壊された被災地を上空から視察した。
菅は震災発生の翌3月12日に自衛隊の派遣規模を2万人から5万人に拡大するよう指示し、3月13日には、首都直下地震への対処計画をもとに、自衛隊史上最大となる陸海空合わせて10万人規模の災害派遣を指示した。5日後の18日には10万人を超える態勢となり、最大時で約10万7千人規模の派遣となった。

#### 菅おろし

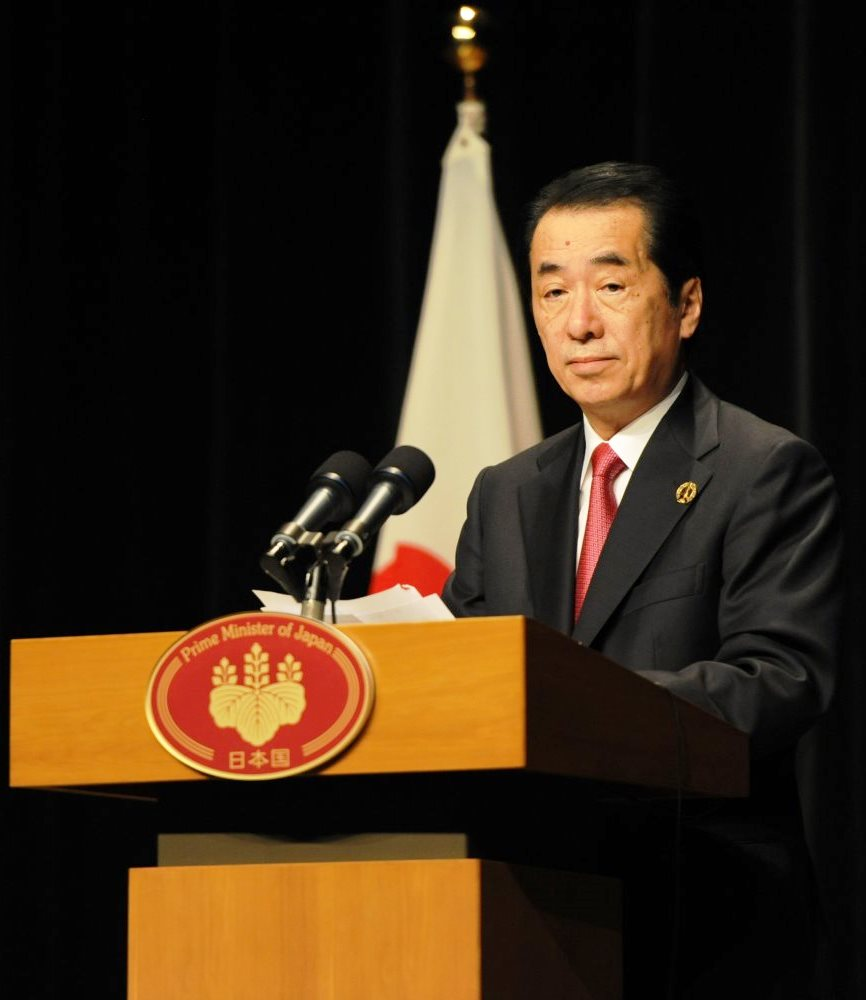
2011年5月27日、第37回主要国首脳会議にて

菅は震災の発生を機に国会のねじれを解消し、復興対策を円滑に進めるため、自民党に対し大連立を打診したが、不発に終わった。さらに2011年4月の統一地方選で与党が敗北するなど、与党・民主党内でも菅政権に対する不満が募り、小沢一郎を中心とする民主党一部勢力が「菅おろし」への動きを活発化させるようになる。
2011年6月2日、菅の地震・原発災害への対応が不十分であるとして、野党の自民・公明両党により内閣不信任決議案が衆議院本会議に提出・上程。小沢に近い議員を中心に野党の不信任案に同調する動きが強まり、これに前首相の鳩山由紀夫も同調する構えを見せ、一気に不信任決議の可決や党の分裂が懸念される事態となった。
同日、菅は不信任決議投票の本会議を前に鳩山と会談し、自らの退陣に言及して不信任決議案に反対させる合意を取り付け、その後の民主党代議士会で「震災対応にメドをつけたら若い人に責任を引き継いでもらいたい」と語った。この発言は辞任を示唆した と報道された。これを受けて小沢グループは不信任案に同調する方針を撤回し、当日の衆議院本会議で内閣不信任決議案は否決された。実際、民主党内で不信任案に同調したのは、松木謙公と横粂勝仁にとどまった。

#### 総理退陣へ
これ以降、官房副長官の仙谷由人など閣内の一部からも早期退陣論が出るようになり、菅が退陣した上での大連立を模索する動きもあった。菅自身は、自然エネルギー庁構想を掲げ、再生エネルギー法案を通そうと模索し、続投することに意欲をみせた。
2011年6月15日の「再生可能エネルギー促進法案成立緊急集会」では「国会には、菅の顔をもう見たくないと言う人が結構たくさんいる。それなら、この法案を早く通した方がいい。その作戦でいきます」「再生エネルギー法案が成立するまで辞任しない」と発言し、同法案を支持するソフトバンク社長孫正義から称賛された。
菅のこうした動きに退陣を促した鳩山由紀夫前総理は「ペテン師」と非難し、日刊スポーツからは菅おろしの中「一人菅軍」と称された。
同年6月27日、菅は首相官邸で記者会見し、自らの退陣条件として、「今年度第2次補正予算案の成立、再生可能エネルギー特別措置法案 の成立、特例公債法案の成立が一つのめどになる」と明言した。ただし具体的な辞任時期は示さなかった。
同年7月6日、菅は「辞める、退陣するという言葉を私自身、使ったことはない」と述べた。このころの世論調査では政権発足後最低の支持率を記録した。
同年8月26日、菅は退陣の条件としていた3法案の成立を受け、「本日をもって民主党代表を辞任し、新代表が選出された後に総理大臣の職を辞する」と辞任を正式に表明した。「厳しい環境のもとでやるべきことはやった。一定の達成感を感じている。国民の皆さんのおかげ。私の在任期間中の活動を歴史がどう評価するかは、後世の人々の判断に委ねたい」と述べた。福島第一原子力発電所事故について「総理としての力不足、準備不足を痛感した」と振り返った。
しかし、2001年から2010年にかけて、民主党北海道総支部連合会が朝鮮総連傘下の「金剛山歌劇団」に「歓迎　金剛山歌劇団」広告を毎年50万円を税金が原資の政党交付金が使われていたのが産経新聞の調査で発覚した。さらに6250万円を北朝鮮関係団体に献金していた菅直人総理大臣は2011年6月15日に約2年間休眠していた「日朝国交正常化推進議員連盟」の会合を再開させたが副会長の一人は菅側近で竹島の領有権放棄を日本に求める「日韓共同宣言」なるものに署名した土肥隆一衆院議員であった。同年7月21日には中井洽元拉致問題担当相が極秘に中国の長春で北朝鮮の宋日昊朝日国交正常化担当大使と日朝国交のために会談した。菅は同年8月29日、2010年11月に起こった延坪島砲撃事件を受けて凍結していた朝鮮学校に対する高校授業料無償化適用審査手続きの再開を高木義明文部科学大臣と文部科学省に置き土産として指示した。
同年8月29日に行われた民主党代表選では、菅の下で財務大臣を務めた野田佳彦が選出された。その日のブログで「再生可能エネルギー促進はライフワーク」とし、植物のエネルギー利用を図るため「『植物党』を作りたい」と記している。

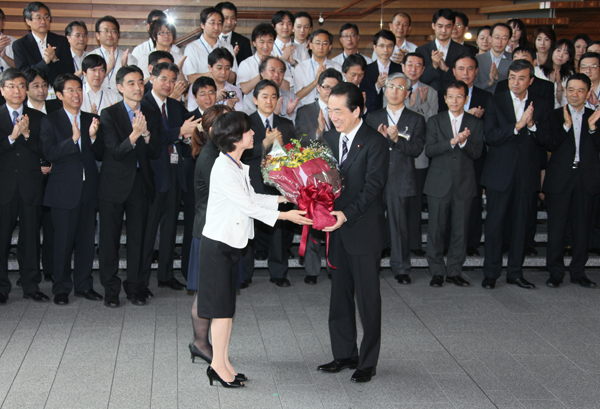
内閣総辞職に際して花束を贈呈される菅

8月30日に開かれた閣議で菅は内閣総辞職を決定。9月2日の野田内閣発足に伴い、正式に内閣総理大臣を退任した。

### 内閣総理大臣退任後

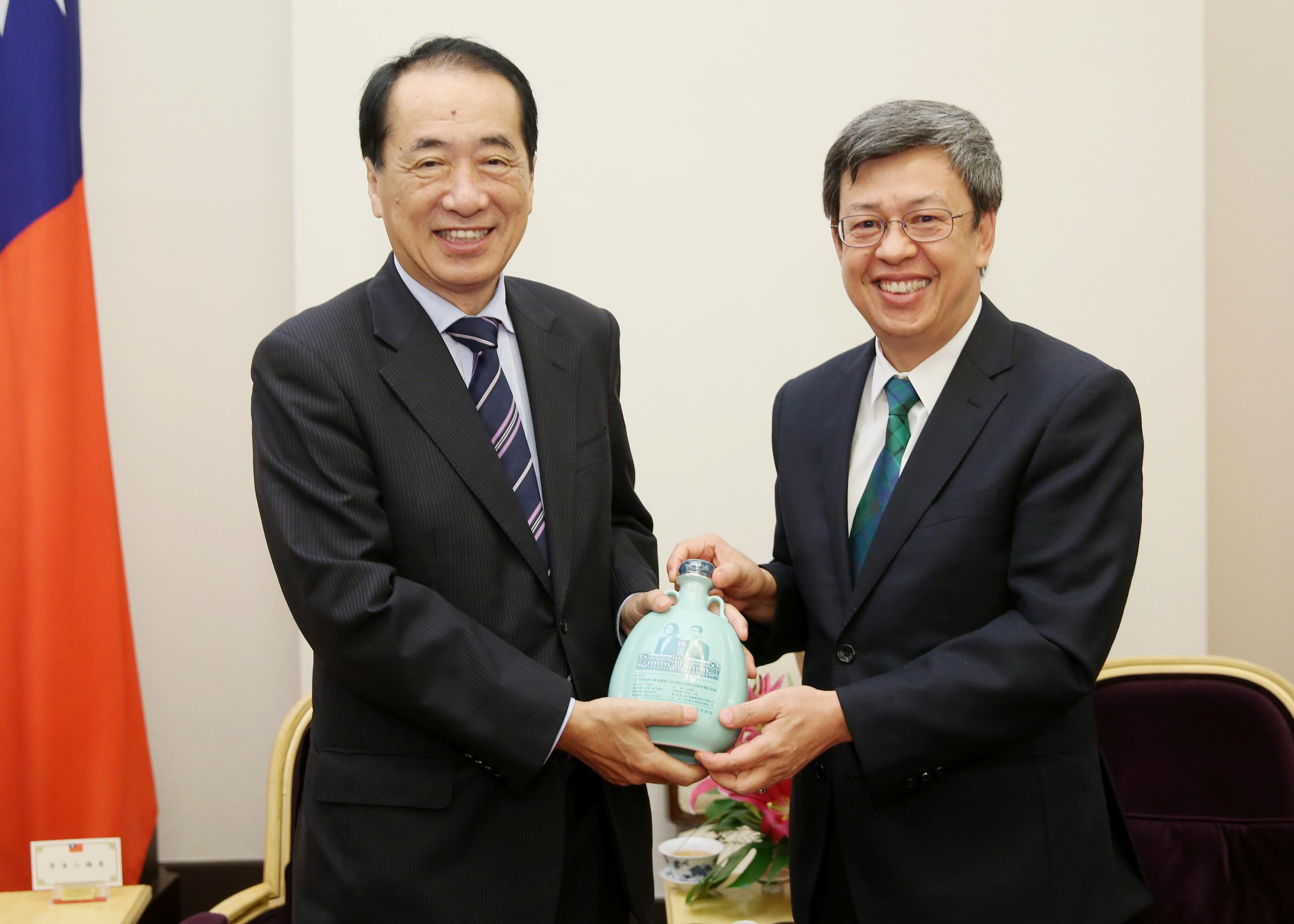
2016年9月、中華民国総統府にて

総理大臣退任後の2011年9月、首相経験者として鳩山由紀夫とともに民主党最高顧問に就任。11月には、自身の支持グループである国のかたち研究会の会長に復帰した。
2012年3月には私的な勉強会である「自然エネルギー研究会」、民主党の議員連盟である「脱原発・ロードマップを考える会」 を相次いで立ち上げ、2012年6月には「脱原発ロードマップを考える会」において2025年度までに原子力発電所の稼働をゼロにし、それまでの間は新しい原子力規制組織の審査を前提に、原発の再稼働を認めるとの提言をまとめた。また、この年に国連のミレニアム開発目標 (MDGs) 後の国際開発目標であるポスト2015年開発目標に関するハイレベルパネルのパネルメンバーとして参加している。
2012年12月16日に行われた第46回衆議院議員総選挙では、民主党への大逆風が吹くばかりか、乗車していた選挙カーが事故を起こし、自身が負傷するなど辛酸を舐めた。なお、この際の交通事故の賠償金は政治活動費から支出された。小選挙区で自民党の土屋正忠に敗れたものの、民主党が獲得した比例東京ブロック3議席の最後の1議席に辛くも滑り込み、復活当選した（11期目）。なおこの時、菅内閣不信任案に賛成し、民主党を離党した無所属の横粂勝仁が、菅直人に対抗するため神奈川11区から鞍替えしたが、落選した。
2013年2月、実母が住んでいた三鷹市下連雀に転居。築後半世紀近くが経っていた家を取り壊し新築した。同年7月21日に行われた第23回参議院議員通常選挙で民主党は公示2日前に東京都選挙区での候補者を鈴木寛に一本化することになったが、これに対して菅は公認を外されて無所属で出馬することになった大河原雅子の応援を行ったため、党東京都連は「反党行為に当たる」として処分を党執行部に求め、党役員会は処分を検討することとなった。
当初、海江田万里代表と細野豪志幹事長は除名を主眼に置いた厳しい処分で臨む方針であり、海江田代表は菅に自主的な離党を迫った が、菅は「どんな処分も受け入れる」としながらも離党を勧告された途端、「受け入れられない」と拒否。その上、党内からは「厳し過ぎる」との批判が高まり、処分内容が軽減されることとなった。2013年8月20日、菅への処分は党員資格停止（3ヵ月）に決定し、同時に党最高顧問を解任された。
2014年4月には、トルコとアラブ首長国連邦への原発輸出を可能とする原子力協定承認案の衆院本会議での採決を巡って民主党執行部の協定賛成の方針に反し、辻元清美ら党内の脱原発派の議員8人とともに欠席、棄権した。民主党はこの行動により大畠章宏幹事長名で菅を「注意」とする処分を決定した。
菅の脱原発を巡るこれら一連の行動に、民主党の支援団体の一つで原子力推進の立場をとる電力総連などは激しく反発しているとされる。
2014年12月14日に行われた第47回衆議院議員総選挙では、再び自民党の土屋正忠に小選挙区で敗れたものの、前回と同様に比例東京ブロックで最後の1議席を獲得し、復活当選した（12期目）。

#### 民進党成立後
2016年3月、民主党は維新の党などと合流し、党名を民進党に改称、菅は民進党の所属となった。同年9月に行われた民進党代表選挙では「若手候補を支えたい」と語り、20人の推薦人確保に苦慮していた若手候補の玉木雄一郎の推薦人に名を連ね支援した。この代表選の結果、選出された蓮舫を代表とする体制の下で党最高顧問に復帰する。
2017年7月27日、民進党代表の蓮舫が、同月の東京都議会議員選挙の結果を受けて辞任を表明。蓮舫の辞任に伴う代表選挙（9月1日投開票）には前原誠司と枝野幸男が名乗りを上げ、保守対リベラルの対決とも評された。菅は党内リベラル派が支援する枝野の推薦人に名を連ね、支援したが、選挙の結果、前原が当選した。

#### 立憲民主党成立後

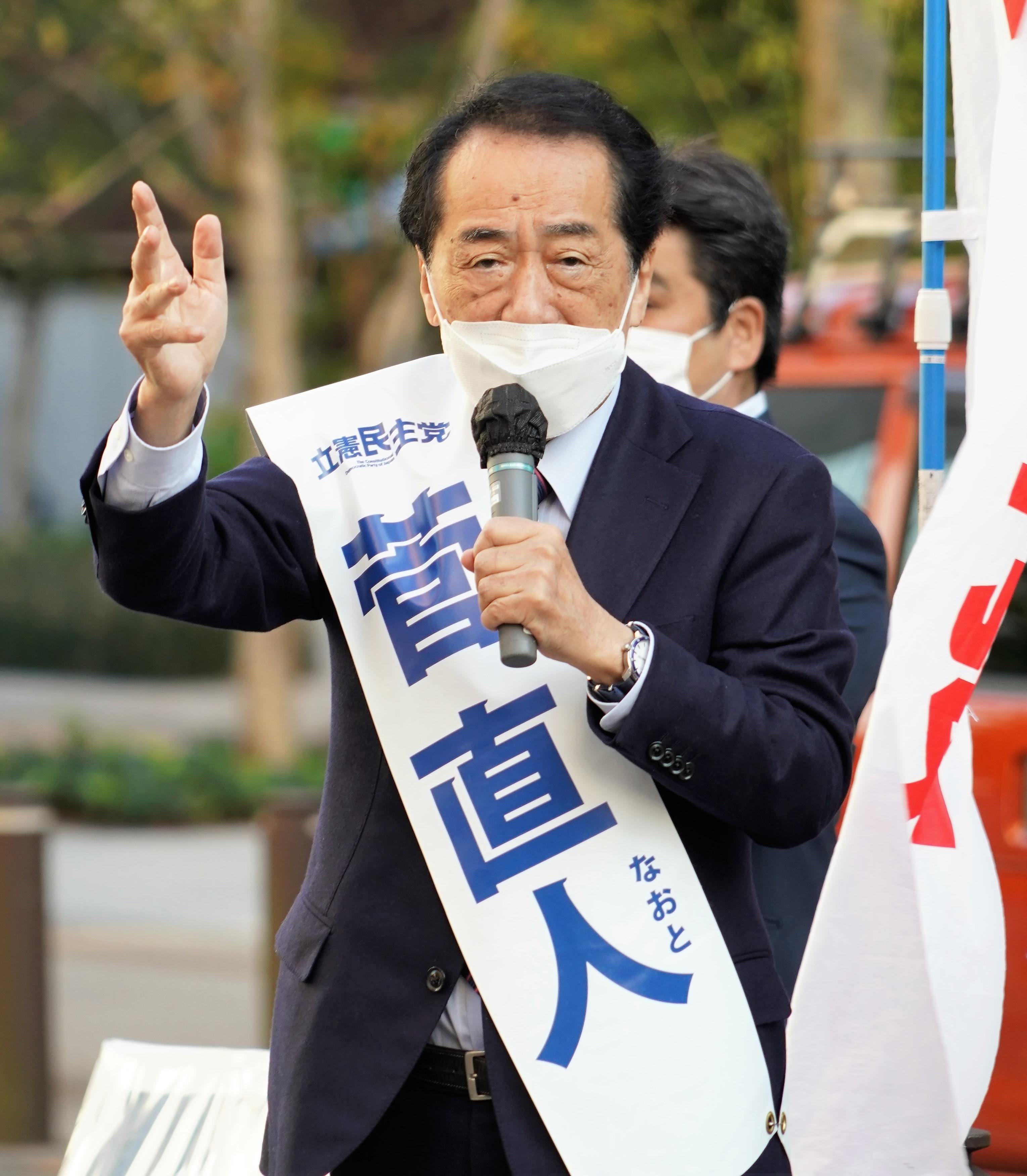
武蔵小金井駅前にて街頭演説をする菅

2017年9月28日、衆議院解散。同日午後、前原は民進党両院議員総会において、希望の党に公認申請を依頼し、事実上同党と合流することを提案。前原の提案は全会一致で採択された。しかし9月29日、希望の党代表の小池百合子は民進党全体との合流を否定し、安全保障関連法の容認と憲法改正などを条件に掲げ民進党内の左派、リベラル系議員を排除する（「排除の論理」）と断言、菅らも希望の党との合流を拒否されるとの見方が強まった。かつて、旧民主党結成時に「排除の論理」で旧社会党系議員を排除した菅が今度は自らが排除される側となり、報道では「皮肉な歴史の巡り合わせ」と報じられた。
同年9月30日未明、共同通信が「枝野幸男が無所属で出馬する方向で検討に入った。考え方の近い前議員らとの新党結成も視野に入れている」と報道。同日中に民進党の前職、元職計15人の「排除リスト」が出回る。同日夜、枝野、長妻昭、福山哲郎、辻元清美、近藤昭一らは都内のホテルの一室に新党設立を前提として集まり、協議した。
10月2日夕方、枝野は記者会見し、新党「立憲民主党」を立ち上げると表明した。菅は枝野の呼びかけに応える形で同党への参加を表明し、同日、民進党を離党した。10月3日、長妻は東京都選挙管理委員会を通じて総務大臣に新党設立を届け出て、受理された。設立届には枝野、長妻、菅、赤松広隆、阿部知子、初鹿明博ら6人が名を連ねた。
立憲民主党が設立された10月3日、希望の党は衆院選の第1次公認192人を発表。同党が東京18区にテレビ東京記者の鴇田敦を擁立したことが明らかとなった。10月4日、日本共産党東京都委員会は立憲民主党や社民党と共闘するため、東京1、5、6、7、18、21区について新人候補の擁立を取りやめると発表した。
同年10月22日の第48回衆議院議員総選挙に立憲民主党公認で立候補。自民党の土屋正忠、希望の党の鴇田らを破り13選。7年ぶりに小選挙区で議席を奪還した。
2021年10月31日の第49回衆議院議員総選挙では、かつて自身の内閣で防衛大臣政務官を務めた長島昭久が自民党の刺客候補として送り込まれるも、接戦の末に破り、14期目の当選を果たした（長島は比例復活で当選）。枝野幸男代表の辞任に伴う代表選挙（11月30日実施）では、国のかたち研究会（菅グループ）が中心となって西村智奈美を擁立し、推薦人となった。
2022年4月23日、西村智奈美幹事長は、同年夏の第26回参議院議員通常選挙大阪府選挙区（改選数4）で立憲民主党候補を支援する特命担当に菅を任命したと明らかにした。大阪を本拠地とする日本維新の会への対決姿勢を打ち出す菅の希望だったといい、地元組織に所属しない議員が選対組織に関与するのは異例。しかし立憲の候補者は当選圏内の半分の票にも届かず惨敗に終わった。
2023年4月には、鳩山由紀夫と共に衆議院山口2区の補欠選挙において平岡秀夫の応援に駆け付けたが、平岡は自民の岸信千世に約5800票差で敗れ落選している。
2023年10月20日、東京新聞が「菅直人元首相、次期衆院選東京18区に出馬しない意向固める」と報道をした。10月21日には、読売新聞、NHKはじめ他のメディアも一斉に報じた。11月5日、記者会見を開き、次期衆議院議員総選挙に立候補せず、政界を引退することを正式に表明した。自身の後継として武蔵野市長の松下玲子を指名した。
2024年9月に行われた立憲民主党代表選挙では吉田晴美の推薦人に名を連ねた。

### 政界引退へ

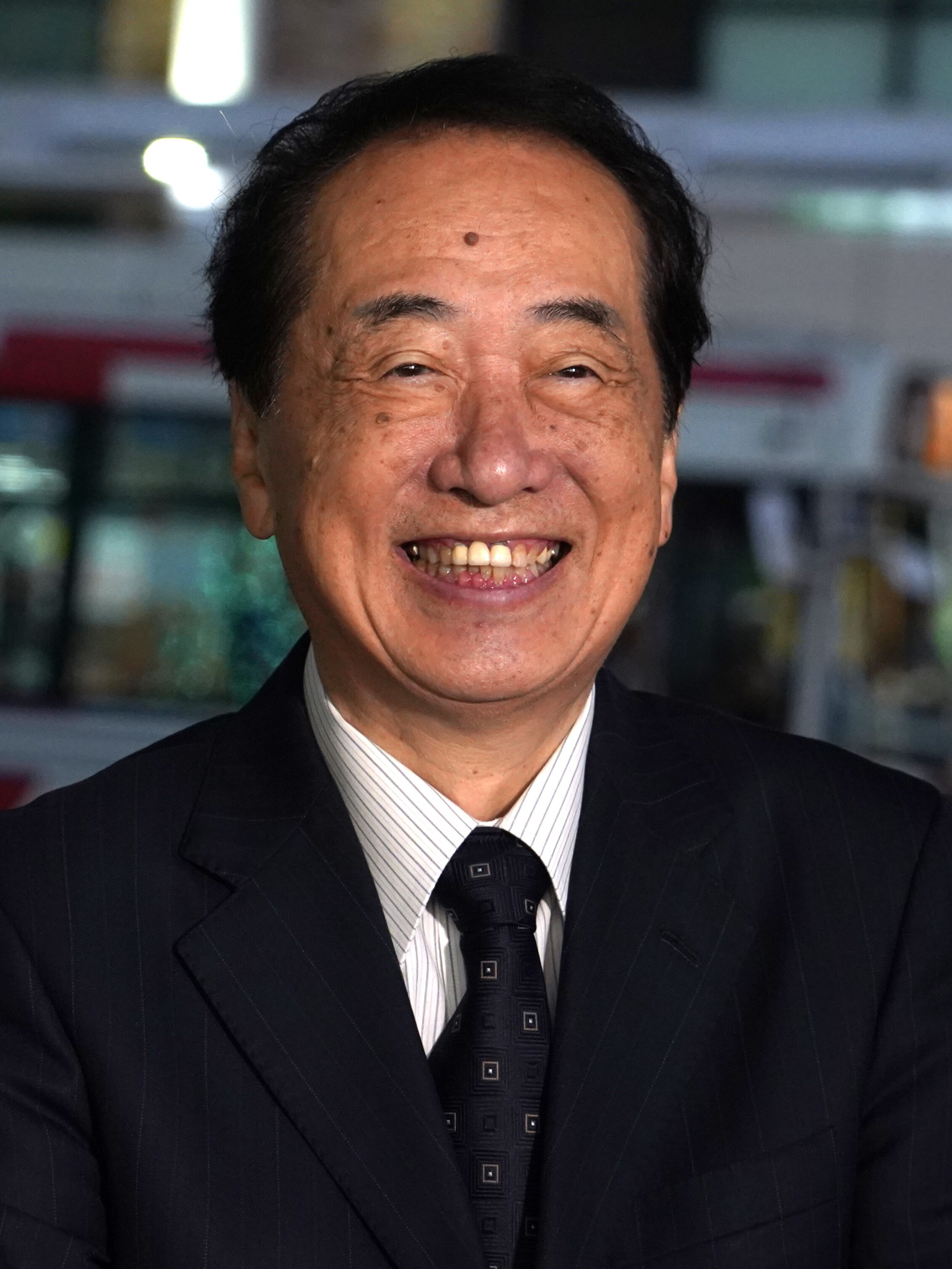
吉祥寺駅前にて街頭演説をする菅

2024年10月9日、菅直人は国会内で引退会見を行った。会見では「政権交代が少なくとも何年かに一回は起きる形が民主主義の在り方として望ましい」「もう一度政権交代を実現してもらいたい」と期待を寄せた。
2025年4月29日、春の叙勲で桐花大綬章を受章。

## 政策・主張
最小不幸社会
- 「最小不幸社会」を作ることを基本的な政治理念としている[151][152]。

経済政策
- 「日本経済の活性化のため」として環太平洋戦略的経済連携協定 (TPP) への参加を打ち出し[153]、賛否両論を引き起こしたが東日本大震災の影響により先送りされた[154]。
- 2010年9月14日に行われた代表選で再選された翌日、日本では6年ぶりとなる為替介入を実施。菅は翌週に行われた英紙フィナンシャル・タイムズとのインタビューで、為替に急激な変化があれば、外為市場への介入は「不可避」との考えを示し、「経済政策、金融政策など、トータルとして為替が低い水準になるような結果をもたらす政策が必要だと思う」と述べている[155]。

諫早湾干拓事業
総理大臣就任前から諫早湾干拓事業を自然環境保全や公共事業削減の観点で批判している。2010年12月15日、福岡高裁で諫早湾干拓事業についての上告審で、国側の敗訴となる5年間の水門開放命令が出ると内閣総理大臣に就任していた菅は、福岡高等裁判所の判決について上告を断念すると表明した。当時の諫早市長や雲仙市長、長崎県知事は地元に何の相談もなく、今まで国策として勧められた干拓事業の大きな見直しを発表されたとして、強く反発し、仙谷由人官房長官（当時）や鹿野道彦農水相（当時）が菅を説得しようとしたが菅は持論を変えようとしなかった。水門の開放が決まったことで、300億円を超える追加事業が必要となった。門開放によって広範囲の塩害・水害が想定されることが危惧される一方、適切な対策をとれば大きな悪影響は出ないとする見方もある。また、2013年には長崎地裁で、開門によって多くの農業関係者だけでなく水産資源回復を望む漁業関係者まで生活基盤が危機に晒されるとして、開門差し止めの仮処分判決が出た。これによって農水省は2つの矛盾した判決の板ばさみに苦悩することとなった。また、開門派の地元住民を説得する機会が失われて、話が拗れたため諫早市自治会連合会長 や諫早市の宮本明雄市長は長崎県知事(中村法道)や地元住民代表らが官邸に上告しないことを宣言する直前に会ったところ、野党時代に開門派の市民活動家と訪れ、現地の職員を「開けなさい！」などと怒鳴りつけていたころの知識しかなかったことに触れ2013年に批判している。
教育・国旗・国歌
- 教育に関しては、安倍晋三当時首相が掲げた「公教育の改革」を引き合いに、教育は人事権の強化の問題ではないと述べた。また「日教組と文部科学省はよく似ているというのが実感」、「型にはめようとしてうまく行かなければ事なかれ主義」、「私は元々文部省、日教組同時解体論者」と述べている[162]。
- 1999年7月衆院本会議、所属する民主党の党議拘束が外された国旗国歌法案の議決の際、民主党の一部議員や共産党、社民党と同じく、法案に反対した。また鳩山由紀夫内閣発足後初の閣僚記者会見では、他の一部閣僚と同様、登壇・降壇時共に会見場に掲揚された国旗に礼をしなかった。こういった経緯もあり、保守系勢力からの批判が多い。なお、首相就任後に行われた2010年（平成22年）6月14日の衆議院本会議での代表質問に対する答弁では「今は常に国旗があるところではきちんと敬意を表し、国歌斉唱もしている」と述べている[163]。

憲法
- 憲法改正論議に対しては、野党の党首であった2004年に「日本の国のあるべき姿を示す新たな憲法を作る」とした「創憲」を唱えており、「憲法発布から60年目に当たる2006年までに国民的運動を集約する形で民主党として新たな憲法のあり方を国民に示せるようにしたい」と主張していた[164][信頼性要検証]。
- 憲法9条に関しても2000年時点において、「自衛隊は現実には軍隊だと思う。専守防衛という目的をきちんとしたうえで、それに対応する軍隊は認めるべきだ」と述べ、改正する場合は自衛隊を軍隊と位置づける考えを明らかにした[165]。
- ただし、総理大臣安倍晋三のもとで改憲議論が高まった2017年、菅直人は平和主義と専守防衛の徹底の観点から、集団的自衛権の行使容認には否定的であること、集団的自衛権を認める憲法改正案には反対であることを改めて表明している。集団的自衛権については、民主党・民進党時代から第3次安倍内閣の「平和安全法制」（集団的自衛権の一部容認含む）に反対しており、同法制は「専守防衛を逸脱し立憲主義を破壊する（憲法9条に違反する）」ものであるとして、立憲民主党においても廃止することが党の政策に含まれている[166]。

女性の権利
- 2002年に選択的夫婦別姓制度導入に賛同する[167][168]。

外交・安全保障

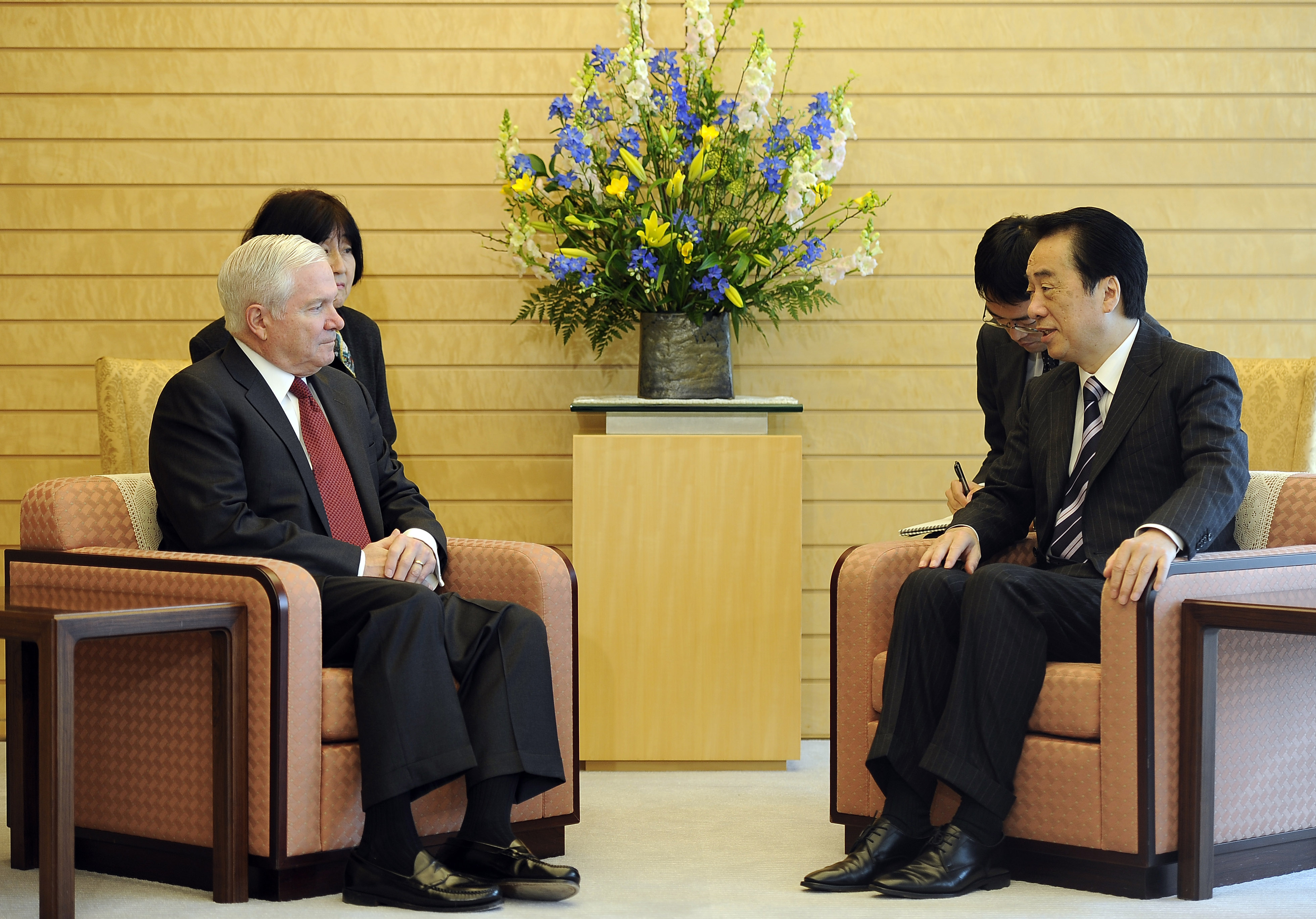
2011年1月13日、国防長官ロバート・ゲーツ（手前左）と

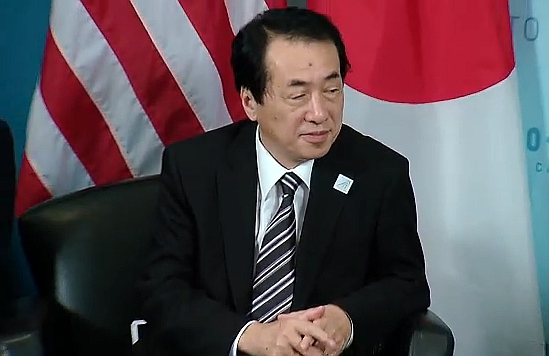
2010年6月27日、カナダのトロントでの日米首脳会談後の記者会見にて

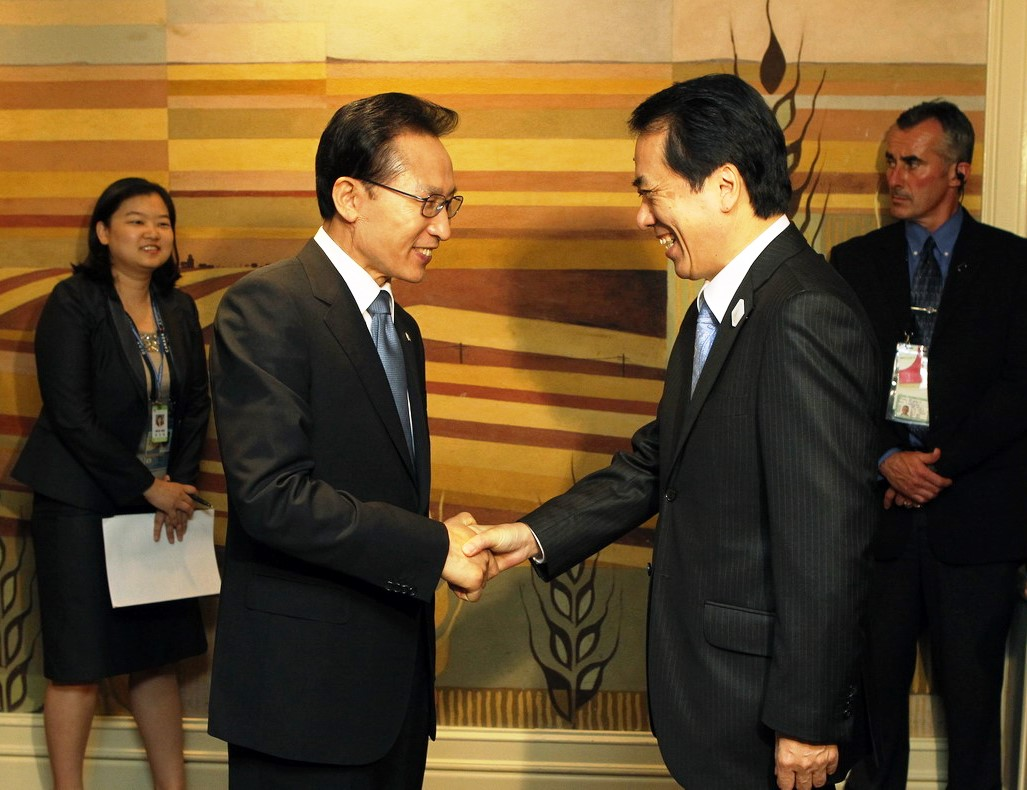
2010年6月26日、大韓民国大統領李明博（手前左）と

- 日本における外国人参政権については、「（地方に関する付与は）憲法上は禁止されていない」としながらも、「安全保障上の問題も含め、様々な意見があることは承知しており、各党各会派で、しっかり議論していくことが必要だ」とも述べ慎重姿勢を見せている[169]。外国人観光客を増加させるため、厳しい入国管理を改めなければならないと、2010年2月22日の衆議院予算委員会で見解を示している。
- 防衛に関しては、自衛隊に治安維持活動、国際協力を行う部隊の創設を政策として持っている[164]。
- 台湾問題に関しては台湾の国連加盟を中華人民共和国が容認し、国連加盟国同士の問題として国連の場で平和的解決を目指すべきと主張[170]。
- 2003年に、拉致問題への政策として、拉致被害者全員の原状回復・核問題の解決・国交正常化・経済支援の三本柱を別々に行うのではなく、パッケージとして行う政策を提唱している[171][信頼性要検証]。
- 日米関係について、「政治的には日米同盟が果たしてきた役割は大きかったし、これからもアジア、世界の安定のために最も重要な関係だ」[172] と述べた。

戦後処理
- 2010年8月、日韓併合100周年に関する総理談話を発表したが、「謝罪」ではなく「お詫び」という言葉を使用したため韓国側の反発を買った[173]。また、この談話に沿って韓国政府との間に植民地時代に日本へ渡った朝鮮半島由来の「朝鮮王朝儀軌（ぎき）」などを韓国へ引き渡す日韓図書協定が結ばれ、野党自民党だけでなく、菅内閣の玄葉大臣からも8月6日に「まさかあり得ないと思うが、賠償、補償の話が蒸し返されるなどということが絶対あってはならない。それは日韓条約ですでに解決済みの話だ」と談話が賠償問題につながりかねないと懸念を示された[174]。

原発

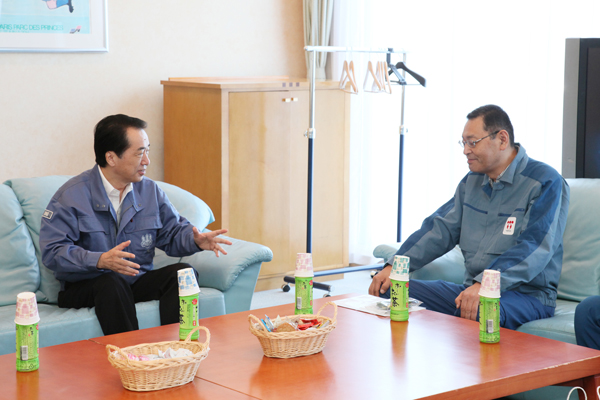
2011年7月16日、福島第一原発所長吉田昌郎（右）と

- 2011年5月8日に浜岡以外の全国にある原発に停止要請する考えの有無を記者らに問われて、「ありません」と明言した。朝日新聞に「政権として性急な「脱原発」路線には踏み込まない意向を事実上表明した」と報道された。菅政権の仙谷由人官房副長官も浜岡以外の原発について同日出演したNHKの番組で、「近く大地震が起こる確率は低い。日本海側、瀬戸内にある原発はまず心配ないと、科学的にも結論が今の段階で出せるだろう」と説明し、「戦略、政策としては原発を堅持する」と語っている[175]。しかし、その後は「原発ゼロは私の使命」として、原子力発電の廃止を訴えている[176]。また自然エネルギー政策研究所というシンクタンクの顧問を務めている[177]。
- 細川護煕、村山富市、小泉純一郎、鳩山由紀夫4人の首相経験者と一緒に、EUの執行機関・欧州委員会の委員長であるウルズラ・フォン・デア・ライエンに対して、EU内での原発反対を求める書簡を2022年1月27日付で送った。しかし、書簡の中の「福島原発事故の影響で子供たちが甲状腺癌に苦しんでいる。」との記述に関して、「偏見を助長する。」として各方面から批判の声が上がった。山口壯環境相は「（県や国連の専門家による調査で）現時点では放射線の影響とは考えにくいという趣旨の評価がされている。」「いわれのない差別や偏見を助長することが懸念される。」として抗議し、内堀雅雄福島県知事も「福島復興のためには、科学的知見に基づいた情報発信が極めて重要。」「客観的な発信をお願い申し上げます。」として慎重な対応を求めたほか、与野党幹部らがら批判し、とりわけ自民党は非難決議を取りまとめる構えを見せた[178][179][180][181]。一方、菅ら5人は市民団体を通じて山口環境相や内堀知事に逆に抗議し、質問書を送った[182]。
- 2016年には、福島第一原子力発電所事故後の脱原発運動や再生エネルギーの促進を行ったことに際して、ドイツ・フランクフルトにて「脱原発勇敢賞」を受賞し、シェーナウ電力会社から賞金を贈られている[183][184]。

## 言動・評価

### 人柄・人物評
短気
非常に短気で、些細なことでも癇癪を起こして怒鳴り散らす性格から、産経新聞は「イラ菅」と呼ばれていると報じた。
朝日新聞の北沢卓也は、すぐに爆発する「イラ菅」から、じっと黙って我慢する「ダマ菅」に変身した。と報じた。
産経新聞は、首相就任後の2010年6月11日、「所信表明演説について、具体性がないと言う批判があるが?」と記者団から質問され、一変した険しい表情で「何の批判か?」「何故批判が出ているのか?」などと、逆に記者を問い詰めた、と報じた。
非世襲政治家

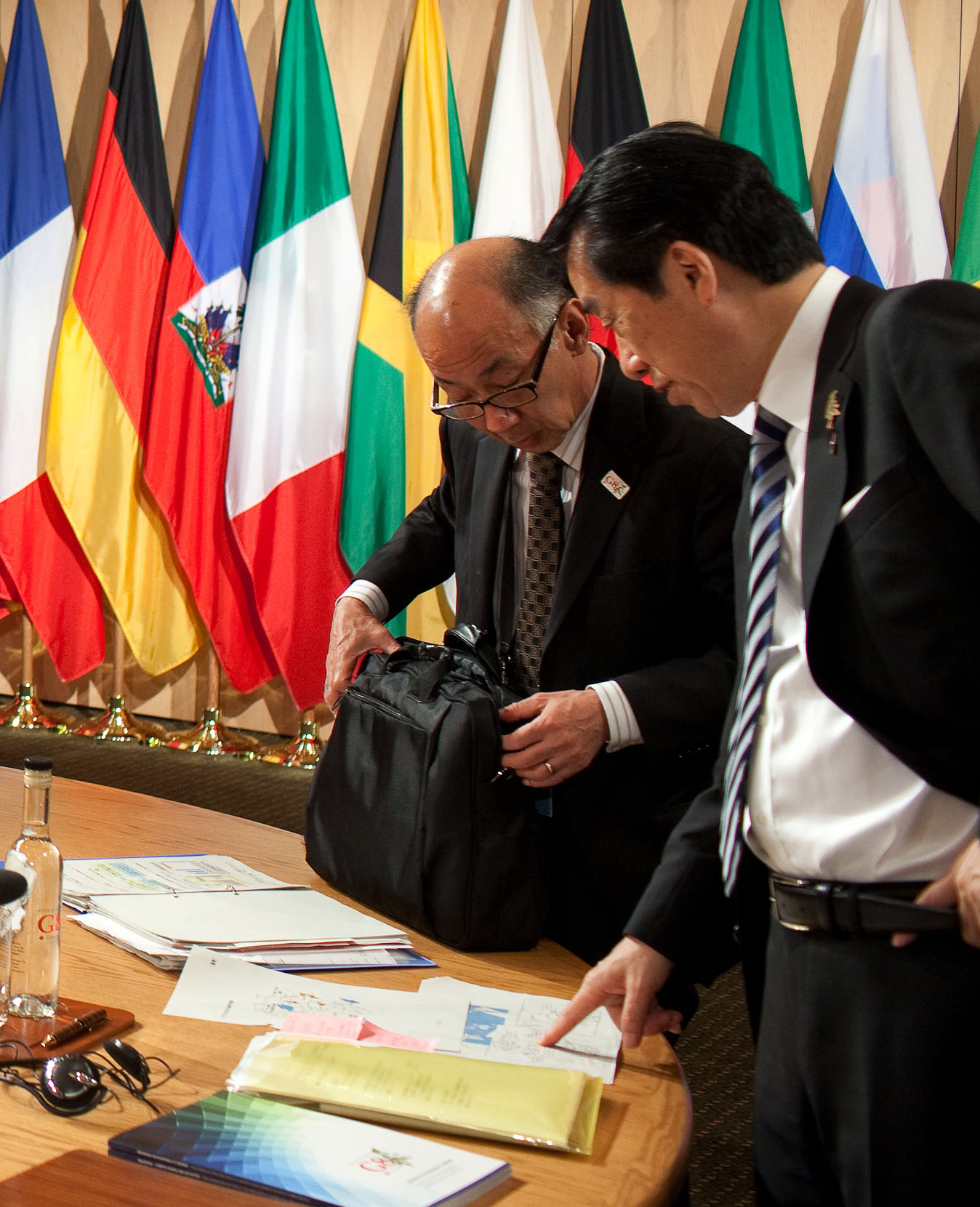
2010年6月25日、第36回主要国首脳会議にて

村山富市以来の、政治家一族出身ではない「非世襲」の首相とされるが、祖父である菅實は地元の議員を務めていた。「たたき上げ政治家として、世襲の『お坊ちゃま首相』とは違う、たくましさを見せてほしい」（中堅）と期待する声がある。仙谷由人は菅を「地盤（後援組織）、看板（知名度）、カバン（資金）なく、まったく無名の青年が言葉と政局観、政治観で、ここまでこられた」と評している。「合法的に特許業務可能な職業経験者たる日本国総理大臣」は菅以外では弁護士経験者の初代日本社会党委員長片山哲と初代自民党総裁鳩山一郎のみである。
早野透によれば、政治家としての変わり身の早さや巧みな政界遊泳術を持つ「バルカン政治家」（欧州の火薬庫といわれ駆け引きにあけくれたバルカン半島にちなむ）「バル菅」とも称された。好きな偉人に高杉晋作を挙げて「高杉を一番好きな理由は、逃げ足が速いことなんだ。当時の長州は勤王派がとったり、佐幕派がとったりしたでしょ。代わるたびに腹を切らなきゃいけないんじゃね。潔く腹を切るのは、一見いいけれども、それはあきらめだ。」 と語ってもいる。
夫人の伸子は「することはきっちりやってくれる人。いざという時に頼りになる人」と評している。
「菅語」
古くからの友人である伊藤雄一郎によると、菅は「もうだめだ」「嫌だ」といった否定の言葉を嫌い、「他人の意見が気に入らないなら自分はどう考えるのか建設的に話せ」と言うのが口癖だという。
震災や原発事故の対応について毎日新聞の岩見隆夫は「不都合な発言ならなかったことにしていい、とでも考えているのか」と批判したり、産経新聞の阿比留瑠比は「歩く風評被害」と揶揄し「『思いつき』だけの軽はずみな発言を続ける」 などの批判がある（#東日本大震災も参照）。これら発言は菅語とも呼ばれる。
市川房枝・その関係者らとの逸話と対立
1974年の参議院選挙で、市川房枝の選挙事務長を務めた。市川は著書『私の国会報告』において「自力で闘いなさいと言っていたが、菅は選挙で私の名前をいたる所で使い、私の選挙名簿を利用してカンパや選挙運動への協力を要請強要していたらしく、私が主張し実践してきた理想選挙と大分異なっていた」と批判した。1980年衆参同日選挙で社民連合新人候補の菅は、参院全国区で無所属現職で出馬した市川を支援せず、元日本社会党の社民連候補である秦豊を支援した。しかし、その後も菅や菅の関係者らが市川の名を持ち出すことに市川側から批判が出ている。
作家の有吉佐和子は、1974年に数寄屋橋で菅の演説を聴いていた時に支持者から「市川房枝の擁立が駄目だった時には有吉を担ごう」と菅が言っていたと聞かされ、「私は背筋がぞうっとした。（中略）私は彼らから嫌われる存在にならなければいけない。そう思い決めた。」と『複合汚染』の中で記している。
市川房枝の秘書をしていた紀平悌子は「市川さんは菅氏を評価しているのか」と聞かれた際、「何を言っているの。市川さんは『菅はよくない』と本当に怒っているわ」と答えた。紀平悌子の弟である佐々淳行は姉から菅批判を聞いていたために、2011年に菅が総理大臣になった際に「市川さんは菅氏に利用するだけ利用されて、いま生きておられたら本当に不愉快だったろう」と指摘した。
斉藤鉄夫との関係
斉藤鉄夫は東京工業大学の後輩にあたる。東日本大震災発生後は毎日のように携帯電話で連絡を取り合い、菅内閣として原発事故の収束及び再発防止担当大臣の新設を決めた際にも真っ先に電話で説明した。一方、斉藤からは震災対応について「緩慢さに強い怒りを覚える」と衆議院本会議で批判され、その後も「菅さんは、こだわりを持ち続けている技術者。ねちっこくて細かい。首相が決めるべきでないところまで全部指示してしまった。菅さんが首相だったことの不幸でしょうね」と批評されている。

#### 麻雀
「麻雀点数計算機能を備えた電子卓上式計算機」を実用新案登録(公開実用　昭和52-148019)しており、かつて麻雀博物館に試作品が展示されていた ほどの愛好家である。2014年6月2日発売の近代麻雀2014年7/1号のインタビュー記事にて、賭け麻雀をしているともとれる発言をしたと産経新聞に報じられた。

### 政治家として
自身の政治哲学である「最小不幸社会」について「恋愛とか、あるいは自分の好きな絵を描くとか、そういうところにはあまり政治が関与すべきではなくて、逆に貧困、あるいは戦争、そういったことを無くすことにこそ政治が力を尽くすべきだ」と述べている。また、「最小不幸社会」は高校時代に読んだオルダス・ハクスリーの『すばらしい新世界』の影響を受けたものであると語っている。
野党時代
- 菅が社民連所属新人議員時代に、先輩議員にあたる田英夫の求めに応じ、在日韓国人政治犯29名の釈放の要望書[203] に署名したが、この中に北朝鮮による日本人拉致の実行犯である辛光洙を始めとする北朝鮮のスパイ容疑者10名が含まれており、批判・追及を受けた[204]。
- 2002年5月6日に南京大虐殺紀念館を訪問し、館内を見学した後に犠牲者に向けて花輪を捧げた。小泉純一郎首相が同時期に靖国神社を訪問した事について「断固として反対する」と語ったと人民日報が報じた[205]。
- 2004年10月23日に発生した新潟県中越地震について「あい続く天災をストップさせるには昔なら元号でも変えるところだが、今必要なのは政権交代ではないか」と公式ウェブサイトで発言し[206]、不謹慎と批判されたため翌日に謝罪している[207]。
- 2008年（平成20年）9月24日に発足した麻生内閣に対し2008年12月、東京都町田市の街頭演説会で内閣が景気対策として提案している定額給付金を"毒まんじゅう"として「毒まんじゅう分離法案を与野党で通して雇用対策などを実行し、解散して国民の信を問うべきだ」と語った[208]。
- 2009年2月4日、衆議院予算委員会で麻生首相に「民主党の経済対策は真水で57兆円、総額87兆円。この方が国民のためになる」と訴えた。これに対し、与謝野馨経済財政担当相は「数字の競争ならばいくらでもできる」「中身が大変、不正確」と取り合わなかった[209]。
- 麻生太郎首相に対しては、「『一流ホテルのバーが安い』という感覚そのものが問われている。『安いところで酒を飲む』と言うと、われわれの感覚では焼き鳥屋だ」と連日の高級ホテルで政財界の要人と会談していることを批判した[210]。

政権交代
- 2010年8月3日の衆議院予算委員会で、菅が2006年に大宅壮一の言葉を引用して「テレビの影響で一億総白痴化が進んでいる、だから郵政選挙で自民党が勝った」と発言していたことについて自民党平沢勝栄から「郵政総選挙は一億総白痴化が進んだ結果として自民党が勝った。2009年に民主党が勝ったのは一億総白痴化の結果か」と問われ「あの刺客騒動などを通して、何かすべてがそこに集約されるような選挙になったという意味では、そういった影響がそういう形で出たという趣旨のことを申し上げた」「郵政の場合の本来の政治とは違うところでの判断が多かったのに比べると、政権交代をやるべきかどうかというのは若干意味合いが違うのではないか」と答弁。平沢は「民主党が勝ったときは国民が賢明、自民党が勝ったときは国民が総白痴化だと言いたいのか」と述べた[211]。
- 野党時代、菅は自著で自民党出身の首相が安倍晋三→福田康夫→麻生太郎と短期間で交代したことに対し「政策的に行き詰まったり、スキャンダルによって総理が内閣総辞職を決めた場合は、与党内で政権のたらいまわしをするのではなく、与党は次の総理候補を決めたうえで衆議院を解散し、野党も総理候補を明確にしたうえで総選挙に挑むべきだろう。」[212] と、これを批判していた。鳩山由紀夫の退任後、衆議院を解散せず菅自身が首相に就任したことに対して、谷垣禎一自民党総裁からは、衆議院本会議で「言行不一致である」と批判された[213]。

民主党政権時代
- 2010年6月19日、さいたま市で行った街頭演説で、「（日産自動車の）ゴーン社長は、首切りがうまかったから高い給料をもらっている」「首切りが上手い経営者は、優れた経営者だと言って、沢山の給料をもらっている」「全ての会社が日産と同じように、首切りを沢山やった人間ほどが、社長として偉いと言うことになったら、日本中失業者があふれてしまう」と述べた[214]。
- 副総理・国家戦略担当相だった2009年9月の政権交代直後、民主党の参院議員である喜納昌吉（党沖縄県連代表）に対し「基地問題はどうにもならない。もうタッチしたくない」「沖縄問題は重くてどうしようもない。もう沖縄は独立した方がいいよ」などと語っていたことが2010年6月に判明した[215][216]。
- 2010年8月19日、自衛隊制服組との意見交換会において「改めて法律を調べてみたら『総理大臣は自衛隊の最高の指揮監督権を有する』と規定されており、そういう自覚を持って、皆さん方のご意見を拝聴し、役目を担っていきたい」と発言した。この意見交換会の前に、防衛大臣の北澤俊美に対して「昨日予習をしたら、（防衛）大臣は自衛官じゃないんですよ」と発言。知識不足を北澤から懸念された[217]。
- 総理大臣就任後に平均予算2万円以上の高級レストランで側近や夫人と連日の会食を続けていた[218][219][220]。官邸側は、客層の限られる高級店の方が警備が容易であることを挙げた[221]。日本経済新聞によると、菅が2011年7月21日からの20日間に外食したのは焼き鳥店やすし店など4回で、食事に関しては「ほとんど何だってかまわない人」だという[222]。
- 御厨貴は総理大臣時代の菅について「市民運動そのままのような政権運営でした。次から次へ統一性のない政策課題を持ち出しては閣議決定を繰り返していたことがその象徴で行き当たりばったり感は否めません」と評した[223]。後藤謙次によると菅は2010年7月の参院選の直前に将来の消費税について「自民党が提案している。10％という数字を一つの参考にしたい」と述べ、関係者を呆れさせたという[223]。

### 東日本大震災・福島第一原発事故への対応と評価
初動対応

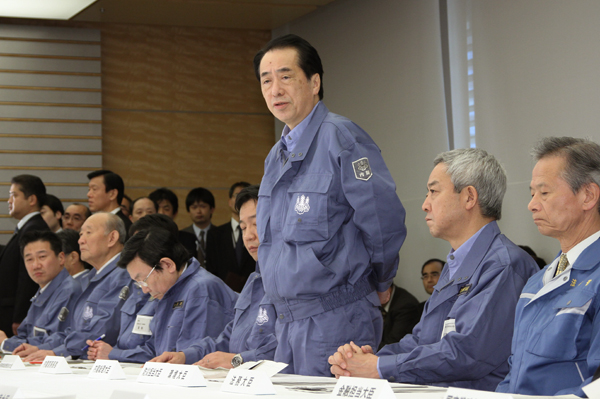
第5回東北地方太平洋沖地震緊急災害対策本部会議・第3回原子力災害対策本部会議（2011年3月12日、首相官邸にて）

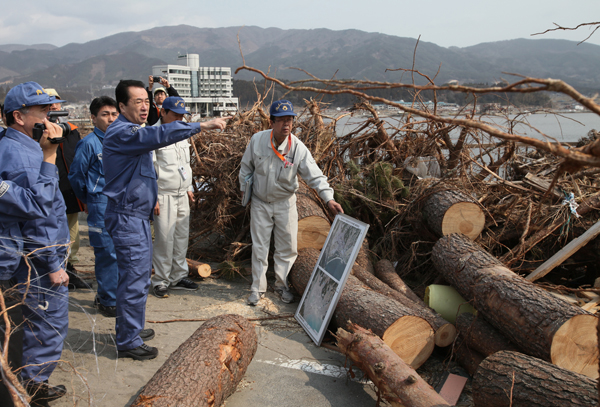
被災地を訪問（2011年4月2日、岩手県陸前高田市にて）

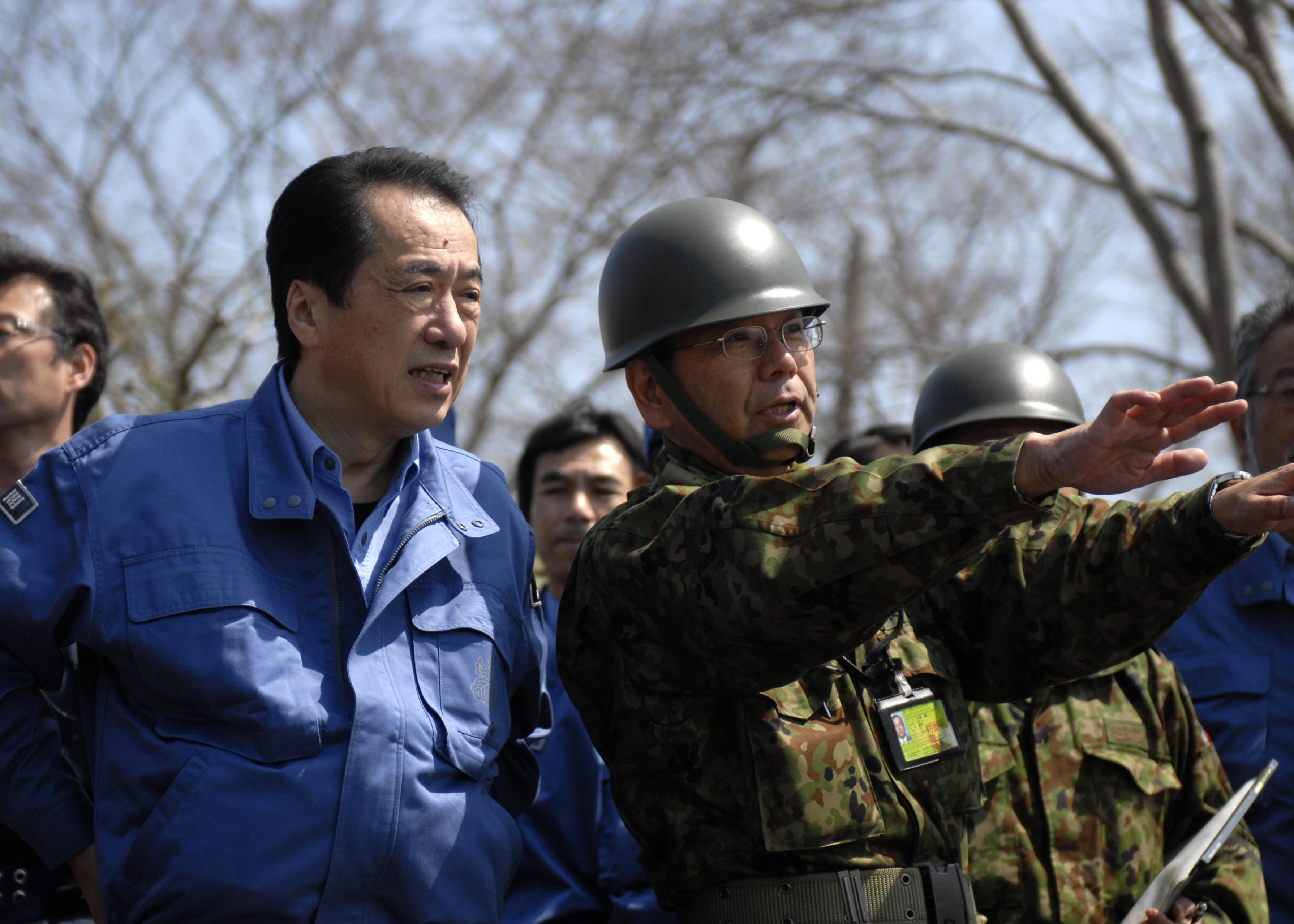
陸上自衛隊から説明を受ける（2011年4月10日、宮城県石巻商業高等学校にて）

日本国政府の初動対応について、当時経済産業大臣だった海江田万里は「原子力緊急事態宣言」の発令を求めたが、菅の了承を得るのに手間取ったと証言、これにより政府の初動対応が遅れたと証言している。これに対し菅は「もっと早ければという指摘は受け止めるが、首相官邸の対策室はすでに動いており結果的に支障はなかった」と釈明した。
現地視察
3月12日午前3時、東京電力からの、福島第一原子力発電所1号機の格納容器の破裂を避けるために、原子炉炉心から大気中への排気を行い、原子炉格納容器の内部圧力を下げるベント作業の実施の依頼に対して、官邸は東京電力に許可を出した。そして、現地の状況が十分に把握できないことから、菅直人首相自身が、ベント実施に並行して事故現場の福島第一原発を視察することを決定し、同日7時11分、菅が事故現場にカメラマンらとともに到着した。しかし、操作マニュアルの不備や、高濃度の放射線に現場が汚染されたこと、また東電から官邸への情報通達が行われないなどの情報錯そうもありベントの作業は難航しており、菅の到着した時間になっても未だベント操作が行われていなかったため、到着した菅は当時福島第一原子力発電所所長であった吉田昌郎に直接説明を求めた。結局ベントは同日14時30分にようやく実施された。
当時の野党は、菅が震災翌日に福島原発を視察する「政治的パフォーマンス」を行ったことで事故対応の初動に遅れが生じたと批判していた。官房長官だった枝野幸男はこの視察に関し「首相を守る観点からは体を張ってでも止めるべきだったが、事故をいかに小さく、早く収束させるかという観点からは間違っていなかった」と擁護し、後日行われた事故調査・検証委員会による聴取では吉田は菅の視察による作業への影響は全くなかったと答えている。菅は総理辞任後にNHKが行ったインタビューの中で、原発事故の初動対応でベントが遅れた理由として、「一つは技術的に放射線量が高いとか、暗いとか、いろいろな資材が足りないとかで作業ができなかったことは十分あり得る。もう一つは、当時東京電力の最高責任者の2人が事故が発生した11日の段階で本店におらず、そういうことが影響したのかもしれない」と述べている。
東京電力本社に乗り込み
事故から4日後の3月15日早朝、東京電力本社に乗り込み、政府・東電の統合対策本部の設置を宣言して、東京電力の幹部たちを叱咤した。なお、当時官房長官を務めた枝野幸男や経産相の海江田万里など当時の政府関係者は、この行動は東電の清水正孝社長（当時）から「作業員を同原発から全面撤退させたい」との意向が官房長官や経産相を通して伝えられたことを受けたものであると証言している が、東電側は一部の作業員の撤退と説明しており両者の説明が食い違っている。また、菅はこのとき「被害が甚大だ。このままでは日本国滅亡だ」「撤退したら東電は百パーセントつぶれる。逃げてみたって逃げ切れないぞ」「60になる幹部連中は現地に行って死んだっていいんだ。俺も行く」などの発言をしている。
最悪シナリオの作成
3月25日、菅は内閣府原子力委員長近藤駿介に「最悪シナリオ」作成を指示した。作成された内容は、半径170km以内で強制移住、東京都の大部分を含む半径250km以内で避難が必要となる可能性があることを指摘した内容 で、過度な混乱を避けるため2012年2月まで公表されなかった。近藤は「最悪事態を想定したことで、冷却機能の多重化などの対策につながったと聞いている」と話している。
内閣参与の増員
菅は事故対応をめぐり、東京電力や原子力安全・保安院、原子力安全委員会へ強い不信感を募らせ、「セカンドオピニオンも重要」として内閣官房参与を次々に増員し、依存を強めていったといわれている。他方、組織が乱立したことによる混乱も見られた。内閣官房参与の小佐古敏荘が辞任した問題では、菅が小佐古と面識がなく任命に際して事前の面談が行われなかったことが発覚、慰留が細野豪志補佐官に丸投げされていたことが批判された。
感謝広告
2011年4月11日、東日本大震災に対する義捐への感謝広告を菅直人首相名義で、米国、英国、韓国、中国、ロシア、フランスの6カ国7紙の新聞に掲載した。最大規模の支援を行った台湾（中華民国）については外交関係が無いことから掲載を行わなかったが、実質的な在台湾の日本大使館として機能している財団法人交流協会を通じて馬英九総統、呉敦義行政院長、楊進添・外交部長に対し感謝状を送った。当初、広告は予算の関係で上記6カ国7紙にとどまっていたが、無料で受け入れる新聞が増加したことにより31カ国・地域の105紙に掲載された。さらに交流協会は、震災から1周年となる2012年3月11日に合わせて1週間に渡り、台湾の全土を対象とするテレビCMや特別番組、新聞広告などを展開した。他の国における日本大使館は、このようなことを行っていない。
SPEEDI公表問題
2011年6月3日には自民党の森まさこが緊急時迅速放射能影響予測ネットワークシステムSPEEDI（スピーディ）の存在と意義を十分に知りながら、原発事故のベント作業が行われたときに公表の遅れ が周辺住民を被曝の危険にさらしたと指摘。菅は「予測図は私や官房長官には伝達されなかった」「情報が正確に伝わらなかったことに責任を感じている。責任者として大変申し訳ない」と陳謝した。
津波対策推進法への対応
2010年2月のチリ地震を受けて、同年6月11日に野党自民党の議員が公明党と連携して津波対策の推進に関する法律案(津波対策推進法案)を議員立法で国会に提出したが、審議を行わないまま継続審議としつるし状態にした。その後、東日本大震災の発生による津波によって多数の犠牲者が発生したことを受けて、野党から審議活性化を強く要求され、方針を転換し、野党案をもとにした共同提案に応じ、2011年6月17日、津波対策推進法が成立した。同年6月20日の参院東日本大震災復興特別委員会において、自民党の岡田広から「大震災より前に法が成立していれば、訓練や教育の充実など対策が進んでいたはずだ」などと追及され、「もっと早期に通していれば、もっと多くの人命が救えたはずだ」などと反省の弁を述べ、「政府の責任を痛感している」と謝罪した。震災前に津波対策推進法案を共同提出していた自民党の松本純は、「与野党連携を目指す上で最良のテーマだったはずだ」と指摘し、「震災前に気付いてほしかった」と悔しさを滲ませた。
エネルギー政策の見直し
福島第一原子力発電所事故を受け、菅は国のエネルギー政策の見直しに乗り出した。5月6日、菅は中部電力浜岡原子力発電所に対して「（東海地震への）安全確保がなされるまで原子炉運転を停止するよう」指示を出した。5月10日には記者会見の中で原発の増設が謳われた従来のエネルギー基本計画を白紙に戻すと宣言し、5月26日、27日に行われた第37回主要国首脳会議（ドーヴィル・サミット）の中では原発の安全性を高めた上での利用と同時に自然エネルギーの割合を「2020年代のできるだけ早い時期に、少なくとも20%を超えるレベルまで」拡大していくと表明した。
2011年7月13日に「原発に依存しない社会を目指すべき」 と表明し、「原発がない社会＝脱原発」と受け取られ、脱原発・反原発を支持する市民の一部からは称賛の声も上がったが、マスコミや経済界からは「具体策がない」と批判された。翌日の予算委員会において、野党から追及を受けると、「個人的な思いを言っただけだ」と一旦トーンダウンしたが、その後8月6日に広島市で行われた記者会見の中で「脱原発依存」は、政府の方針となっているとの認識を示した。

### 総理大臣時代の原発事故対応の批評
民間の事故調報告
2012年2月27日に発表された民間の事故調報告(福島原発事故独立検証委員会)では、東京電力本店に乗り込んだ件などの言動は東京電力側に「覚悟を迫った」と評価したうえで、事故対応の局面で怒鳴るなど菅の個性が「混乱や摩擦の原因ともなった」「関係者を萎縮させるなど心理的抑制効果という負の面があった」「無用な混乱やストレスにより状況を悪化させるリスクを高めた。場当たり的で泥縄的な危機管理」「菅の決定や要請がベントの早期実現に役立ったと認められる点はなかった」「官邸の中断要請に従っていれば作業が遅延した可能性がある危険な状況だった」。ただし、中止の指示を最終的に直接出したのは総理大臣の菅ではなく、官邸へ派遣された東京電力フェローの武黒一郎によるものだったと武黒本人が認めている（吉田調書）。「会議で海水注入による再臨界の可能性を菅が強い調子で問いただし再検討を指示していた」と指摘した。北澤宏一委員長は、菅の事故対応について「情報の出し方を失敗し、国民の評価を失った。全体としては不合格」と評価した。
国際原子力機関

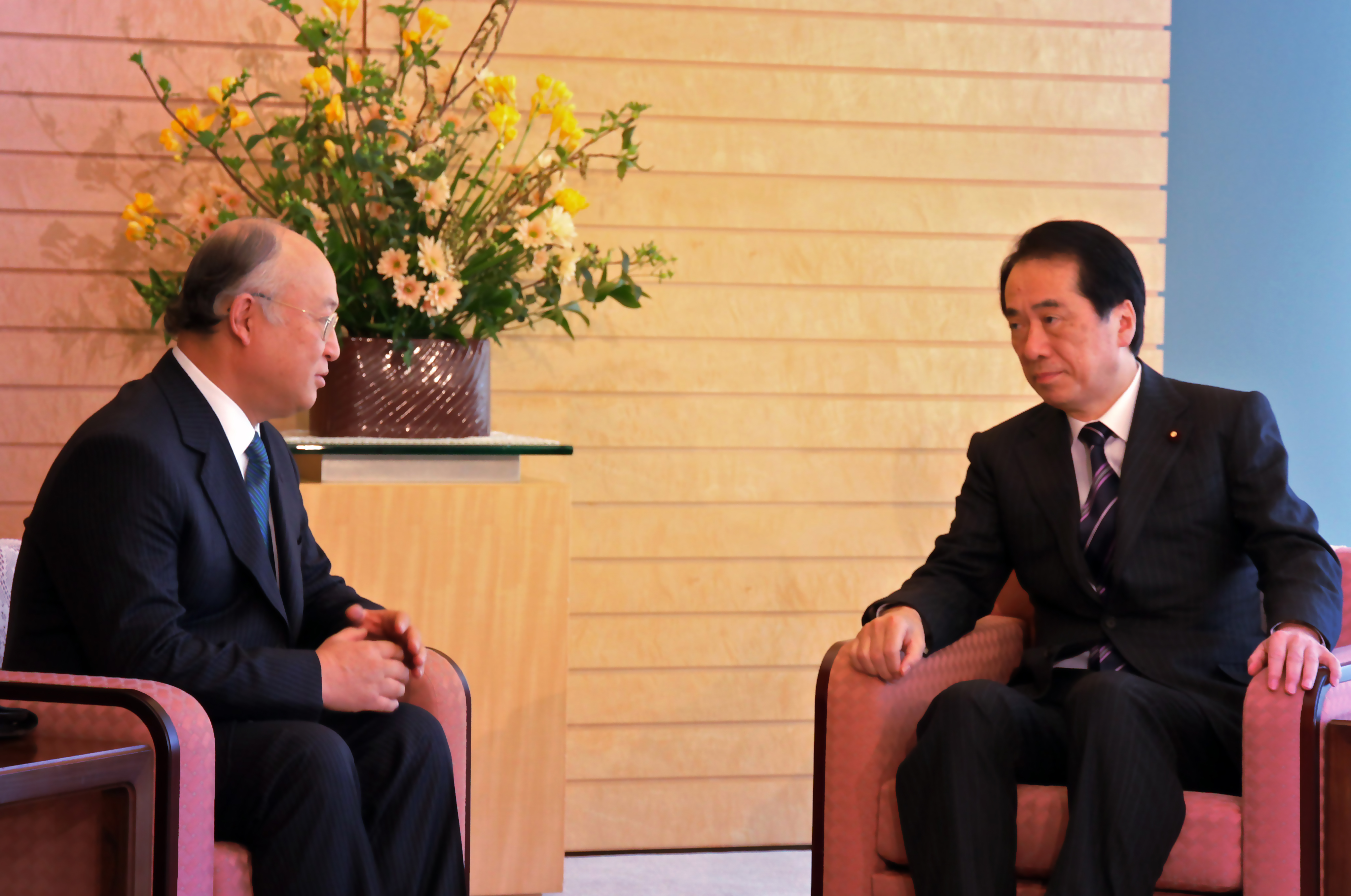
2011年3月18日、国際原子力機関事務局長の天野之弥と

国際原子力機関は日本政府の原発事故後の対応を模範的なものであったと評価している。一方で、原発事故の未然対策については不十分であり、日本の原発管理はその構造から見直すべきであるとした。
国会事故調査委員会・政府事故調査委員会
- 2012年6月9日、国会の「事故調査委員会」は原発事故の住民避難の混乱拡大について、菅前首相をはじめ、首相官邸による過剰な現場介入が事故対応の妨げとなるとともに、官邸の初動の遅れが住民避難の混乱拡大を招いたと結論づけた[269]。
- 2012年7月5日に発表された 国会の事故調査委員会では、「海江田経済産業相から法に基づく原子力緊急事態宣言を出すよう求められるも、菅が各号機の出力や燃料溶融の可能性など技術的な質問を連発し発出を認めなかったことで宣言の発令まで約1時間20分を要し初動が遅れた」「菅が全面撤退を阻止したとする主張については菅が全面撤退を阻止したという事実は認められない」と指摘しており[270]、2012年7月23日に発表された政府の事故調査委員会最終報告では、「海水注入準備が進む中、海水注入による再臨界を懸念し菅が技術的検討を指示した」、「菅らは官邸5階にいて重要案件を決め、関係省庁の幹部が集まる危機管理センターを活用しようとしなかったためSPEEDI活用の機会を失った」と指摘し、双方の報告書において「東電は全員撤退を決定した形跡は見受けられない」と指摘しており、事故発生後の官邸の介入に関しては「混乱を招いた」、「弊害が大きい」と非難を受けた[271][272][273][274]。

自民党
- 自民党は震災対応に対する指導力不足を指摘し[275]、被災者の仮設住宅入居について「何としてもお盆までにすべての希望する人が仮設住宅に入れるように、私の内閣の責任として実行する」と述べたことについて自民党の野村哲郎は「根拠がない」と批判し[276]、のちにそれが菅の個人的な目標であったことが明らかになると同党の林芳正は「リーダー失格」と批判した[277]。
- 自民党の安倍晋三は2011年5月20日、自身が発行するメールマガジン[278][リンク切れ]にて、福島第一原子力発電所事故における海水注入対応について「やっと始まった海水注入を止めたのは、何と菅総理その人だったのです。」と発信し、「菅総理は間違った判断と嘘について国民に謝罪し直ちに辞任すべきです。」と退陣を要求した。
  - これに関し、菅は、中止の指示は東電側から出されたもので安倍に嘘の情報を流されたとして、謝罪と訂正を要求していたが[279]、安倍はこれに応じずメルマガの掲載を続けたため、2013年7月16日、菅は東京地裁への提訴に踏み切った[280][281][282][283]。2015年12月3日、東京地裁は、安倍の主張に事実と異なる部分があるとしながらも、記事の主要部分は真実と認め、賠償責任に至るものではないとの判決を下し[284]、高裁、最高裁もこれを支持した[285]。
  - なお、実際には事故当時の福島第一原発所長・吉田昌郎の判断により海水注入は続けられていたことが後日判明している[286]。

当時の政府関係者による評価
当時、政府内で事故対応にあたった閣僚からは「あれぐらいわがままで勝手で強引でという人間でなかったら、たぶん政府の機能が止まっていたのではないか」（枝野幸男）、「菅首相以外の首相があそこで判断を迫られた場合、判断できた人が誰なのか、私は分からない」（細野豪志）など当時の菅の対応を支持する声もある。当時首相補佐官を務めた辻元清美は、菅が理念重視のあまり気が回らず、妥協、利害調整ができなかったと指摘する一方で「浜岡原発停止要請」や「脱原発表明」は菅自身が考え抜き決断したとも語っている。当時菅内閣の防衛大臣であった北澤俊美は東電の「全面撤退」を菅が拒否したとして「戦後最大の危機に対処できたのは菅首相のリーダーシップがあったればこそだ」と評価する 一方、住民避難のため緊急時迅速放射能影響予測システム (SPEEDI) の活用を「強く進言したが採用されなかった」と記し「首相が孤軍奮闘する場面が多く、閣僚、官僚を信じ、任せて一丸となる仕組みやムードを作れなかった」と苦言も呈した。当時の菅の側近であり、首相補佐官として事故対応にあたった寺田学は、3月15日早朝に東電本店に乗り込んだ際の菅の演説を史上最低だったと評した。
メディアの評価
読売新聞系列
読売新聞は地震発生から2週間以上も記者団の取材や質問に応じず、国会での答弁も行わなかった菅首相について「表舞台に姿を現さない」、「首相のリーダーシップが見えない」としている。また、菅や閣僚が、各府省幹部らが集まる官邸地下の危機管理センターを十分に活用しなかった結果、放射性拡散物質SPEEDIを住民の避難誘導に利用することは検討もされなかったことや、官僚組織を使いこなせず、事態を混乱させた責任は重いとし、官邸が各府省や東電に対して、広報活動の事前連絡を求めたため原発の状況に関する国民への情報提供も遅れたとしている。「2つの調査委員会が、ともに政府の責任を厳しく問うていることを重く受け止めねばならない」と指摘し、事故対応の遅れは「菅災である」としている。結果的に、菅政権は震災への対応などで混乱して批判を受けるなどゴタゴタが続いたため民主党に対する信頼を失わせたとしている。
朝日新聞系列
朝日新聞は「福島第一原発事故の対応拠点となった免震重要棟が大飯では未整備なまま容認するなど、付け焼刃の基準による判断が国民の不信感を増幅させた」としている。
中日新聞系列
日経新聞系列
日経新聞は「原子力には詳しい」と自負していた菅が「臨界って何だ」と発言したと報じ、「なまじ知識があるだけに話すとぼろが出そう」との周囲の不安が出番の激減につながっているとした。また、「震災や福島原発事故を巡る菅の対応は初動を巡る政治の混乱が国内外に不安をもたらした」としている。
毎日新聞系列
毎日新聞は菅が岩手県陸前高田市、宮城県石巻市を視察した際に、被災者たちから「来るのが遅すぎる」「今頃来ても」「がんばれしか言えないのか!」と厳しく菅を非難する声があったと報じている。また、「政府にも大きな問題があった」、「規制する立場でありながら規制される側の電力事業者に取り込まれ必要な安全規制の導入を怠ってきた。国会事故調の人災との指摘はもっともであり、電力会社と政府は事故の共犯といってもいいだろう」、「官邸の危機管理にも様々な不手際があった」としている。
一方で、毎日新聞の倉重篤郎は2011年6月30日、「菅直人首相さえいなくなれば問題のすべては解決する」という安直な発想に永田町が陥っているとし、原発事故対策などポスト冷戦時代の日本の抱える問題を原罪に例えて、菅を「原罪を背負って十字架にかけられる人のようにも見える」とイエス・キリストに例えた。
産経新聞系列
産経新聞は「引きこもり」「枝野官房長官に説明を丸投げ」「パフォーマンスばかりが目立つ」などと批判している。産経新聞の阿比留瑠比は内閣官房参与の松本健一が菅との会談後「原発周辺は10年、20年住めない」「東日本はつぶれる」と会談の内容を明かし、波紋を呼んだ際には、菅を「歩く風評被害」と評した。政府の事故調が原発事故に関する報告書を公開した際にも「調査の結果、菅による人災が証明されたといえる」としており、一部菅を評価する調査結果についても原発事故担当相だった細野豪志が民間事故調の聴取で、菅が東京電力本店に赴き「撤退はあり得ない」などと発言したことについて「日本を救ったと思っている」と話ったことが明かされていることから、民間事故調が報告書の中で、菅が東電本店に乗り込んだ際の言動を評価したことについては、細野の証言が強く影響しているとしている。
国外メディア
2012年3月にはガーディアン紙特派員が「東電幹部の首根っこを抑えた菅前首相は及第点」と 一定の評価をした。
ドイツの第2ドイツテレビ (ZDF) は東電幹部、作業員、原子力工学者などに対するインタビューや現地調査、河野太郎、佐藤栄佐久などの他、菅直人自身にもインタビューを行って作成した日本の原子力事情や危機管理、福島第一原発事故を巡る一連のドキュメンタリー報道の中で、菅の対応は、原子力危機に対する危機管理が整備されていない状態で、できることの中では十分なものであったと評価した。また日本の政界、財界、産業界、マスコミには総理大臣すらコントロールできない原子力村と呼ばれる巨大なネットワークが存在すると指摘しており、原発事故後に然したる確証も無いままにマスコミが行った菅に対するネガティブ報道を行ったことや、政界で菅おろしの動きが急速に広まったことについても、菅が原子力行政をめぐって原子力村と真っ向から対立したことが大きな原因であるとしている。
イギリスのBBCは原子力事故に関して作成したドキュメンタリー「Inside the Meltdown」の中で当時の東京電力の対応を強く批判する一方で、菅の対応は最善とはいえないが、それなりに高く評価はできるとした。
その他
- 元原子炉設計者でもある大前研一は官邸の「過剰介入」が被害を拡大させたとの事故調の指摘を「的外れ」と批判し、首相に正しいアドバイスができなかった原子力安全委員会に問題があったとしている。一方で、菅をはじめとする民主党政府に全く危機管理能力がなかったことも原発事故直後から明らかで、炉心溶融を2か月も隠して国民に嘘をつき続け根拠もなく広い区域に避難指示を出して損害賠償額を膨大なものにしたとして当時の官邸の対応を批判している[311]。
- 菅の公式ウェブサイトには、作家で元外交官の佐藤優による、事故当時の菅政権の対応により“都市パニック”を防ぐことができた点においては、肯定的な評価を行うことも重要だと述べたメッセージが掲載されている[312]。
- 御厨貴は菅の東日本大震災の対応に対して東電幹部を怒鳴ってみたり菅氏は一つの流れの中で全体を大観する国家リーダーとしての資質に乏しい総理でしたと述べている[223]。
- 2016年4月30日に東日本大震災と東京電力福島第一原子力発電所事故後、脱原子力と再生エネルギーの普及を訴えたとして評価され、ドイツのフランクフルト市から脱原発勇敢賞を受賞した[313]。

### 日本維新の会との問題
2022年1月21日、自身のツイッターで、日本維新の会及び創設者の橋下徹について言及。「私の『維新』と戦う有志の会構想に対し、色々な意見が寄せられている」「橋下氏をはじめ弁舌は極めて歯切れが良く、直接話を聞くと非常に魅力的」「主張は別として弁舌の巧みさでは第一次大戦後の混乱するドイツで政権を取った当時のヒットラーを思い起こす」と投稿した。これを受けて、ネット上ではラサール石井が「#菅直人元首相を支持します」というハッシュタグを付けるなど大きな反響が寄せられる。
なお、橋下をヒトラーになぞらえた例は菅が初めてではなく、2012年3月に当時の自民党総裁だった谷垣禎一は「戦前に日本軍部やヒトラー、ムソリーニが台頭した際を想起させる」との観点から大阪維新の会の勃興について警鐘を鳴らしている。また、渡邉恒雄は「（橋下の発言について）私が想起するのは、アドルフ・ヒトラーである」と述べ、西部邁は「橋下徹なる人物は、ヒットラーもそうであったように、マスの代表者となりうる逸材である」と述べ、石原慎太郎は2014年の政界引退会見において「彼の演説のうまさ、迫力っていうのは若いときのヒトラーですよ」と発言するなど保守・右派の政治家・論客からも相次いでいる。また、共産党もしんぶん赤旗で「橋下イズム」（ファシズムに掛けている）という言葉を用いて批判するなど、ファシズムと同一することを半ば公然視している。にもかかわらず、今回の菅の投稿・発言は党内外を巻き込む騒動にまで発展した。
維新の側は強く反発した。1月22日、日本維新の会代表で大阪市長の松井一郎はこれに対し自身のツイッターで、「貴方何を言ってるか？解ってるんですか！民間人と我々をヒットラー呼ばわりとは、誹謗中傷を超えて侮辱ですよね。正式に抗議致します」と投稿した。同年1月24日、副代表で大阪府知事の吉村洋文は記者団に対し、「ヒトラーに例えるのはあり得ない。どういう人権感覚を持っているのか」と菅を強く批判した。また、立憲民主党に正式な謝罪を求める発言をした。
橋下自身は、1月23日自身のツイッターに「ヒットラーへ重ね合わす批判は国際的にはご法度」「まあ今回は弁舌の巧みさということでお褒めの言葉と受けっておく」と投稿した。また、2月9日の投稿でTBSが行った世論調査を背景に「立憲民主党は民意を汲み取れていない」とつづっている。
1月25日、日本維新の会幹部は産経新聞の取材に「立民が逃げ回るならば党本部に乗り込む。維新を怒らせたらどうなるか徹底的に思い知らせる」と語り、1月26日、同党は差出人を馬場伸幸共同代表とする抗議文を、立憲民主党の泉健太代表宛てに提出した。馬場は「菅氏は首相を務め、なおも野党第一党の重責を担う大幹部だ。これを放置するのであれば貴党の責任も問われる」として、立憲民主党と菅に対し、月内に投稿の撤回と謝罪をするよう要求した。1月27日、菅は記者団の取材に応じ、「私宛てに抗議文は来ていない。党の指示で意見を言ったわけではない」と述べ、謝罪しない考えを示した。1月29日、ツイッターに「抗議するなら私にすべき。議員会館での馬場代表の部屋は隣だ。もちろん謝罪することはあり得ない」と投稿すると、2月1日、馬場は議員会館の菅の部屋を訪れた。両者の協議は平行線をたどり、馬場は面会後、メディアに対し「他人に対する思いやりが全くない」と感想を述べた。
その後も菅は、2月16日に維新が推し進めるカジノを含む統合型リゾート施設（IR）事業を巡り東京への誘致の賛否を問う質問状を提出するなど、維新の会との対立・確執は続いている。菅は自身の公式サイトで「維新政治を斬る！」という特設ページを作り、この中で維新の政治を「カジノ・イソジン・核武装」と題して批判し、維新を『自民党より右翼』『安倍・菅政治の「別働隊」に過ぎない』と主張している。
立憲民主党は、泉健太代表は「党として関与することは考えていない」と述べるなど、あくまで菅の個人的見解としている。

## 政治資金問題

### 在日韓国人からの献金
2011年3月11日の震災発生時刻前 に菅の資金管理団体が、2006年と2009年に金融機関の元理事で、現在、神奈川県横浜市内で不動産業や飲食店などを営む複数の会社で代表取締役を務め、町田市などでパチンコ店を3店舗経営し年商が約50億円に上る 河本善鎬という通名の日本人名を持つ在日韓国人 から計104万円の献金を受け取っていたことが朝日新聞の取材で発覚した。在日韓国人系金融機関は、旧横浜商銀信用組合（現：横浜中央信用組合）。献金を行った元理事は在日韓国人で、外国人からの献金を禁じた政治資金規正法違反に当たる。なお、献金を受け取った2006年は民主党代表代行、2009年は政権交代後、副総理兼国家戦略担当大臣だった時期に当たる。菅本人は献金の受け取りを認めたものの、元理事が外国人だということは知らなかったと主張した。これを受けて、自民党、公明党、みんなの党からは菅の首相退陣を求める声が上がった。その日の午後に発生した東北地方太平洋沖地震によってこの件の追及は中断した。同年4月8日、菅の資金管理団体「草志会」はこの男性が韓国籍であると確認した上で、受け取った献金104万円を在日韓国人男性に3月14日に返却していたことが分かった。週刊文春は新聞で報じられた3月11日に「落ち着いたら何でもしますから、とにかく逃げて下さい」、3月12日に「過去も現在も未来も会ったことはなかったことにしてほしい」と2度に渡り菅本人が直接在日韓国人男性の携帯に電話連絡をしていたと報じている。また、5月には、神奈川県の住民らが菅に対する告発状を東京地検に提出した が、東京地検特捜部は2011年10月、菅が外国人であるとの事情を知って献金を貰った証拠が無いとして不起訴とした。その後、告発していた神奈川県の住民らが、東京地検特捜部の不起訴処分を不服として、検察審査会に審査を申し立てした が、東京第3検察審査会は審査の結果、不起訴相当と議決した。

### 拉致関係者・政権交代をめざす市民の会への献金
菅の資金管理団体「草志会」は2007年から2009年に計6250万円の政治献金を行うなど神奈川県内の「政権交代をめざす市民の会」という北朝鮮の日本人拉致事件容疑者親族の政治団体に献金していた。この「政権交代をめざす市民の会」の母体は「市民の党」という政治団体であり、代表の酒井は菅が初当選した選挙を手伝い、民主党議員約100人の選挙応援も行った間柄で、酒井も「菅とは30年ぐらい前からの付き合い」だとしている。しかし、2011年7月に「市民の党」に石岡亨・松木薫を欧州から北朝鮮に拉致した結婚目的誘拐容疑で国際手配を受けている森順子の長男、森大志が所属していたことが発覚。これを受け平沼赳夫が会長を務める超党派の「北朝鮮に拉致された日本人を早期に救出するために行動する議員連盟」がこの献金問題を解明する調査特別委員会を設置することを決め、調査には東祥三拉致担当副大臣や拉致被害者の支援団体も協力すると明言した。2011年の参院予算委員会で参考人として出席した家族会事務局長の増元照明から「菅首相は辛元死刑囚の嘆願書への署名について、うかつだったと説明され、われわれ家族会も了承していたが、これで2度目だ。先ほどから分からない、知らなかったなどと答弁されていたが、国民の前で献金の意図を明確にしてほしい」と訴えられ、自民党の山谷えり子からも「わけの分からない団体に2億円も出すのか?」などと厳しく追及された。これを受けて菅は「そういうこと（＝拉致事件との関係）があるなら、（問題団体との）お付き合いを控えたい」「そういうことがあるなら、大変申し訳なく思う」と陳謝した。市民団体がこの件に関して、政治資金収支報告書に虚偽の記載をしたとして菅の資金管理団体「草志会」を告訴したが、2012年10月5日付で不起訴処分となった。

## 主な所属団体・議員連盟
- 立憲フォーラム（顧問）
- 日朝国交正常化推進議員連盟（顧問）
- 脱原発・ロードマップを考える会（顧問）
- 立憲民主党弁理士制度改革・知的財産制度改革推進議員連盟（顧問）[352]
- 日韓議員連盟
- 囲碁文化振興議員連盟
- 民主党日韓議員交流委員会（顧問）

## 著書
単著
- 『新・都市土地論』飛鳥新社、1988年
- 『国会論争「土地政策」』新評論、1992年
- 『変革の時代』開発社、1995年
- 『日本大転換 二十一世紀へ希望を手渡すために』光文社、1996年
- 『大臣』岩波新書、1998年 増補版 2009年
- 『改革政権準備完了 私に賭けてください』光文社、2002年
- 『総理大臣の器 「菅」対「小泉」マニフェスト対決』幻冬舎、2003年
- 『東電福島原発事故 総理大臣として考えたこと』幻冬舎新書、2012年
- 『菅直人「原発ゼロ」の決意 元総理が語る福島原発事故の真実』七つ森書館 2014年
- 『総理とお遍路』角川新書 2015年
- 『原発事故10年目の真実 始動した再エネ水素社会』 幻冬舎、2021年 ISBN 978-4-344-03754-0
- 『民主党政権 未完の日本改革』筑摩書房〈ちくま新書〉、2021年8月。ISBN 978-4480074225。
- 『市民政治50年　菅直人回顧録』筑摩書房、2024年2月。ISBN 978-4480885333。

共編著
- 『土地問題への提言とQ&A』 米沢隆、伊藤茂、坂口力 アイピーシー 1987年
- 『民益論 われら官僚主導を排す』鳩山由紀夫との共著、PHP研究所、1997年
- 『政権交代のシナリオ 「新しい日本」をつくるために』小沢一郎との共著、PHP研究所、2003年
- 『菅直人 市民運動から政治闘争へ 90年代の証言 』五百旗頭真・伊藤元重・薬師寺克行編、朝日新聞出版、2008年6月 、ISBN 4022504447

## 家族・親族

### 菅家
（岡山県岡山市北区建部町、東京都武蔵野市）
家系
菅家は地元では有名な旧家 で、久米南町神目を拠点とした菅納氏の本家である。元は豪族で、江戸時代は庄屋を務めた家柄だったことが合併前の旧建部町の町史にも掲載されている。地元に住む菅姓の一族によると「近所のお年寄りは『家から見える土地はすべて菅家のものだった』と話している」といい、岡山大学が歴史研究のために本家所蔵の古文書を持って行ったこともある。直人の祖父菅實は医師で久米郡議会議員。その弟は弁護士だった。集落には1400年代から続く菅家の古い墓が今も残っている。家紋は梅鉢紋。閣僚資産公開では、菅夫婦は東京都武蔵野市にマンションを共有しているほか、妻の伸子と2人で本籍地の岡山市北区に、甲子園球場の約3・8倍に相当する計約14万9千m2の土地を所有している（直人が約6万8648m2、伸子が約8万654m2）。非課税の保安林なども含むこれらの土地について、地元の不動産業者は「取引がほとんどなく、標準的な価格は出せない」として資産価値は高くないという。菅の事務所によると、土地は父親から1982年ごろに生前贈与された山林や原野。
- 祖父・實（医師、政治家）
生年不詳 - 1946年（昭和21年）没
- 父・寿雄（技術者、実業家・セントラル硝子常務[3]）
1912年（大正元年）12月生[355] - 1991年（平成3年）没
- 岳母・おば：姫井千恵子（政治家）
- 妻・従姉：伸子
1945年（昭和20年）10月生 -
- 長男[356]：源太郎
1972年（昭和47年）10月30日生　武蔵野市議会議員。
- 次男[357]: 真二郎 (獣医師)

|          |          |          |          |          |          |  |  |    |    |    |    |    |    |  |  | 菅實     |          |          |          |          |          |  |  |            |            |            |            |            |            |  |  |  |  |  |  |
|          |          |          |          |          |          |  |  |    |    |    |    |    |    |  |  |          |          |          |          |          |          |  |  |            |            |            |            |            |            |  |  |  |  |  |  |
|          |          |          |          |          |          |  |  |    |    |    |    |    |    |  |  |          |          |          |          |          |          |  |  |            |            |            |            |            |            |  |  |  |  |  |  |
| 津下健哉 | 津下健哉 | 津下健哉 | 津下健哉 | 津下健哉 | 津下健哉 |  |  | 女 | 女 | 女 | 女 | 女 | 女 |  |  | 菅寿雄   | 菅寿雄   | 菅寿雄   | 菅寿雄   | 菅寿雄   | 菅寿雄   |  |  | 姫井千恵子 | 姫井千恵子 | 姫井千恵子 | 姫井千恵子 | 姫井千恵子 | 姫井千恵子 |  |  |  |  |  |  |
| 津下健哉 | 津下健哉 | 津下健哉 | 津下健哉 | 津下健哉 | 津下健哉 |  |  | 女 | 女 | 女 | 女 | 女 | 女 |  |  | 菅寿雄   | 菅寿雄   | 菅寿雄   | 菅寿雄   | 菅寿雄   | 菅寿雄   |  |  | 姫井千恵子 | 姫井千恵子 | 姫井千恵子 | 姫井千恵子 | 姫井千恵子 | 姫井千恵子 |  |  |  |  |  |  |
|          |          |          |          |          |          |  |  |    |    |    |    |    |    |  |  |          |          |          |          |          |          |  |  |            |            |            |            |            |            |  |  |  |  |  |  |
|          |          |          |          |          |          |  |  |    |    |    |    |    |    |  |  | 菅直人   | 菅直人   | 菅直人   | 菅直人   | 菅直人   | 菅直人   |  |  | 菅伸子     | 菅伸子     | 菅伸子     | 菅伸子     | 菅伸子     | 菅伸子     |  |  |  |  |  |  |
|          |          |          |          |          |          |  |  |    |    |    |    |    |    |  |  | 菅直人   | 菅直人   | 菅直人   | 菅直人   | 菅直人   | 菅直人   |  |  | 菅伸子     | 菅伸子     | 菅伸子     | 菅伸子     | 菅伸子     | 菅伸子     |  |  |  |  |  |  |
|          |          |          |          |          |          |  |  |    |    |    |    |    |    |  |  |          |          |          |          |          |          |  |  |            |            |            |            |            |            |  |  |  |  |  |  |
|          |          |          |          |          |          |  |  |    |    |    |    |    |    |  |  |          |          |          |          |          |          |  |  |            |            |            |            |            |            |  |  |  |  |  |  |
|          |          |          |          |          |          |  |  |    |    |    |    |    |    |  |  | 菅源太郎 | 菅源太郎 | 菅源太郎 | 菅源太郎 | 菅源太郎 | 菅源太郎 |  |  | 菅真二郎   | 菅真二郎   | 菅真二郎   | 菅真二郎   | 菅真二郎   | 菅真二郎   |  |  |  |  |  |  |

## 選挙歴
| 当落 | 選挙                     | 執行日         | 年齢 | 選挙区       | 政党         | 得票数     | 得票率 | 定数 | 得票順位 /候補者数 | 政党内比例順位 /政党当選者数 |
| ---- | ------------------------ | -------------- | ---- | ------------ | ------------ | ---------- | ------ | ---- | ------------------ | ---------------------------- |
| 落   | 第34回衆議院議員総選挙   | 1976年12月05日 | 30   | 旧東京7区    | 無所属       | 7万1368票  | 11.7%  | 4    | 5/7                | /                            |
| 落   | 第11回参議院議員通常選挙 | 1977年07月10日 | 30   | 東京都選挙区 | 社会市民連合 | 19万9192票 | 4.0%   | 4    | 8/18               | /                            |
| 落   | 第35回衆議院議員総選挙   | 1979年10月07日 | 32   | 旧東京7区    | 社会民主連合 | 6万7480票  | 11.9%  | 4    | 6/7                | /                            |
| 当   | 第36回衆議院議員総選挙   | 1980年06月22日 | 33   | 旧東京7区    | 社会民主連合 | 15万7921票 | 22.8%  | 4    | 1/6                | /                            |
| 当   | 第37回衆議院議員総選挙   | 1983年12月18日 | 37   | 旧東京7区    | 社会民主連合 | 12万7700票 | 19.9%  | 4    | 1/7                | /                            |
| 当   | 第38回衆議院議員総選挙   | 1986年07月06日 | 39   | 旧東京7区    | 社会民主連合 | 13万6482票 | 20.3%  | 4    | 2/6                | /                            |
| 当   | 第39回衆議院議員総選挙   | 1990年02月18日 | 43   | 旧東京7区    | 社会民主連合 | 13万7343票 | 17.3%  | 4    | 3/10               | /                            |
| 当   | 第40回衆議院議員総選挙   | 1993年07月18日 | 46   | 旧東京7区    | 社会民主連合 | 15万4827票 | 20.5%  | 4    | 1/12               | /                            |
| 当   | 第41回衆議院議員総選挙   | 1996年10月20日 | 50   | 東京18区     | 民主党       | 11万6910票 | 62.4%  | 1    | 1/4                | /                            |
| 当   | 第42回衆議院議員総選挙   | 2000年06月25日 | 53   | 東京18区     | 民主党       | 11万4750票 | 56.1%  | 1    | 1/5                | /                            |
| 当   | 第43回衆議院議員総選挙   | 2003年11月09日 | 57   | 東京18区     | 民主党       | 13万9195票 | 58.4%  | 1    | 1/3                | /                            |
| 当   | 第44回衆議院議員総選挙   | 2005年09月11日 | 58   | 東京18区     | 民主党       | 12万6716票 | 47.4%  | 1    | 1/3                | /                            |
| 当   | 第45回衆議院議員総選挙   | 2009年08月30日 | 62   | 東京18区     | 民主党       | 16万3446票 | 59.5%  | 1    | 1/4                | /                            |
| 比当 | 第46回衆議院議員総選挙   | 2012年12月16日 | 66   | 東京18区     | 民主党       | 7万3942票  | 28.3%  | 1    | 2/6                | 3/3                          |
| 比当 | 第47回衆議院議員総選挙   | 2014年12月14日 | 68   | 東京18区     | 民主党       | 8万9877票  | 38.8%  | 1    | 2/3                | 3/3                          |
| 当   | 第48回衆議院議員総選挙   | 2017年10月22日 | 71   | 東京18区     | 立憲民主党   | 9万6713票  | 40.7%  | 1    | 1/3                | /                            |
| 当   | 第49回衆議院議員総選挙   | 2021年10月31日 | 75   | 東京18区     | 立憲民主党   | 12万2091票 | 47.1%  | 1    | 1/3                | /                            |

## 出演

### 映画
- 無知の知（2014年11月1日、監督：石田朝也）
- 首相官邸の前で（2015年9月2日、監督：小熊英二）
- 劇場版 センキョナンデス（2023年2月18日、監督：ダースレイダー、プチ鹿島）

## 演じた俳優
- 大和田伸也 - 日本テレビ『1000年後に残したい…報道映像』（2011年12月23日放送）
- 三田村邦彦 - 映画『太陽の蓋』（2016年7月16日公開）

モデルとしたとされる人物を演じた俳優
- 大杉漣 - 映画『シン・ゴジラ』（2016年7月29日公開）※役名は「大河内清次」だが、菅をモチーフにした内閣総理大臣とする説がある[358]。
- 佐野史郎 - 映画『Fukushima 50』（2020年3月6日公開）※役名は「内閣総理大臣」で、名前は劇中に出てこない。
- 小日向文世 - NETFLIXオリジナル『THE DAYS』（2023年6月1日公開）※役名は「内閣総理大臣」で、劇中での名は「東真司」。